# نيكون
شركة نيكون (باليابانية: 株式会社ニコン) تُعرف أيضًا باسم نيكون، وهي شركة يابانية متعددة الجنسيات يقع مقرها الرئيسي في طوكيو باليابان، وهي متخصصة في منتجات البصريات والتصوير. تشكل مجموعة الشركات المملوكة لنيكون مجموعة نيكون.
تتكون منتجات نيكون من الكاميرات، عدسات الكاميرا، المناظير، المجاهر، عدسات العيون، أدوات القياس وغيرها. تعد الشركة ثامن أكبر شركة لتصنيع معدات الرقائق الإكترونية كما ورد في عام 2017. كما أنها تنوعت في مجالات جديدة مثل الطباعة ثلاثية الأبعاد والطب التجديدي للتعويض عن الآثار السلبية لتقلص سوق الكاميرات الرقمية.
من بين خطوط إنتاج نيكون البارزة، عدسات التصوير من نيكور، وسلسلة نيكون إف من كاميرات إس إل آر ذات الأفلام مقاس 35 مم، وسلسلة نيكون دي من كاميرات إس إل آر الرقمية، سلسلة كولبيكس من الكاميرات الرقمية المدمجة، وسلسلة نيكونوكس من كاميرات الأفلام تحت الماء. المنافسون الرئيسيون لنيكون في تصنيع الكاميرات والعدسات هم كانون، سوني، فوجي فيلم، باناسونيك، بينتاكس وأوليمبيس.
تأسست شركة نيكون في 25 يوليو 1917 تحت اسم «شركة نيبون للصناعات البصرية المحدودة» (باليابانية: 日本光学工業株式会社)، تمت إعادة تسمية الشركة إلى شركة نيكون، بعد إصدار كاميراتها، في عام 1988. نيكون عضو في مجموعة شركات ميتسوبيشي.

## تاريخ
تأسست شركة نيكون في 25 يوليو 1917 على يد كوياتا إيواساكي (باليابانية: こやた いわさき) عندما اندمجت ثلاث شركات تصنيع بصرية لتشكيل شركة بصرية شاملة ومتكاملة تُعرف باسم شركة نيبون للصناعات البصرية. على مدار الستين عامًا التالية، أصبحت هذه الشركة المتنامية شركة تصنيع لأغلب أنواع عدسات الكاميرات (بما في ذلك تلك الخاصة بكاميرات كانون الأولى) والمعدات المستخدمة في الكاميرات والمناظير والمجاهر ومعدات الفحص. خلال الحرب العالمية الثانية، قامت الشركة بتشغيل 19 مصنعًا يعمل بها 23 ألف موظف، وتقوم بتصنيع المناظير والعدسات والمناظير وغيرها من المعدات للجيش الياباني.

### استقبال خارج اليابان
بعد الحرب، عادت شركة نيبون إلى إنتاج منتجاتها المقدمة للمدنيين في مصنع واحد. في عام 1948، تم إطلاق أول كاميرا تحمل علامة نيكون التجارية، وقد اشتهرت عدسات نيكون 1 من قبل المصور الصحفي الأمريكي ديفيد دوغلاس دونكان. كان دونكان يعمل في طوكيو عندما بدأت الحرب الكورية. التقى دنكان بالمصور الياباني الشاب، جون ميكي، الذي قدم لدونكان عدسات نيكون. من يوليو 1950 إلى يناير 1951، غطى دونكان الحرب الكورية. أدى تركيب عدسات نيكون (خاصةً نيكور بي-سي 1: 2 f = 8,5 cm) بكاميرات لايكا الخاصة به إلى إنتاج صور عالية التباين وبدقة حادة جدًا.

### الأسماء والعلامات التجارية
تأسست في عام 1917 باسم شركة الصناعات البصرية اليابانية (باليابانية: 日本 光学 工業 株式会社)، تمت إعادة تسمية الشركة باسم شركة نيكون، بعد إنتاج كاميراتها، في عام 1988. اسم نيكون، الذي يعود تاريخه إلى عام 1946، كان مخصصًا في الأصل فقط لخط الكاميرا الصغيرة، مكتوبًا باسم «نيكون»، مع إضافة الحرف "n" إلى اسم العلامة التجارية «نيكو». تسبب التشابه مع علامة كارل زايس «آيكون للبصريات» في بعض المشاكل في ألمانيا حيث اشتكى زايس من انتهاك نيكون لعلامتها التجارية.
تم تقديم علامة نيكور التجارية في عام 1932، وهو الاسم الغربي لاسم نيكو (باليابانية: 日光)، وهو اختصار لاسم الشركة الأصلي بالكامل (نيكو (Nikkō) يعني بالصدفة «ضوء الشمس» وهو اسم بلدة يابانية). نيكور هو الاسم التجاري لعدسات نيكون.
علامة تجارية أخرى مستخدمة في المجاهر كانت جوي كو، وهي اختصار لـ «شركة الصناعات البصرية اليابانية».[بحاجة لمصدر] إكس بيد هي العلامة التجارية التي تستخدمها نيكون لمعالجات الصور منذ عام 2007.

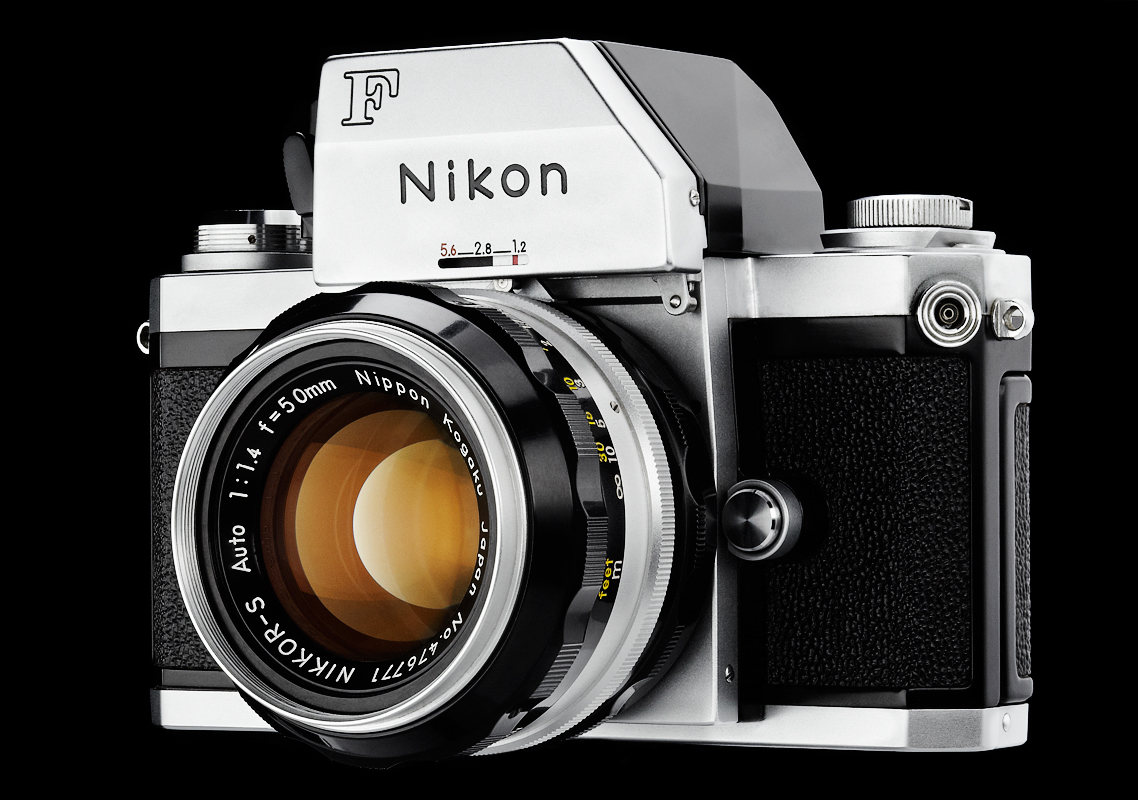
كاميرا نيكون أف تي أن

### صعود سلسلة نيكون أف.
تنافست كاميرات نيكون أس بي وكاميرات تحديد المدى الأخرى في خمسينيات وستينيات القرن الماضي مباشرةً مع عارضين من زيس وليكا (بالإنجليزية: Leica & Zeiss). ومع ذلك، سرعان ما توقفت الشركة عن تطوير خط تحديد المدى الخاص بها لتركيز جهودها على خط الكاميرات الانعكاسية أحادية العدسة من Nikon F، والتي كانت ناجحة [19] عند تقديمها في عام 1959. لمدة 30 عامًا تقريبًا، كانت كاميرات SLR من سلسلة F من نيكون هي أكثر الكاميرات الصغيرة استخدامًا على نطاق واسع بين المصورين المحترفين، وكذلك من قبل بعض برامج الفضاء الأمريكية، كانت الأولى في عام 1971 على أبولو 15 (كبديل أخف وأصغر من هاسيلبلاد، تُستخدم في برامج ميركوري وجيميني وأبولو، 12 منها لا يزال القمر) ولاحقًا مرة واحدة في عام 1973 على Skylab ثم مرة أخرى في عام 1981.
قامت شركة Nikon بنشر العديد من الميزات في التصوير الفوتوغرافي الاحترافي SLR، مثل نظام الكاميرا المعياري مع العدسات القابلة للتبديل، ومحددات الرؤية، ومحركات المحركات، ونسخ البيانات؛ قياس الضوء المتكامل وفهرسة العدسة؛ البنادق الومضية الإلكترونية بدلاً من المصابيح الكهربائية المستهلكة؛ التحكم الإلكتروني في الغالق قياس «مصفوفة» تقييمي متعدد المناطق؛ وتقدم الفيلم الميكانيكي المدمج. ومع ذلك، مع توفر كاميرات SLR ذات التركيز التلقائي من Minolta وغيرها في منتصف الثمانينيات، بدأ خط Nikon من كاميرات التركيز اليدوي يبدو قديمًا.
على الرغم من تقديم أحد نماذج التركيز التلقائي الأولى، وهو F3AF البطيء والضخم، فإن تصميم الشركة على الحفاظ على توافق العدسة مع F-mount منع التقدم السريع في تقنية التركيز التلقائي. طرحت Canon نوعًا جديدًا من واجهة العدسة والكاميرا مع كاميرات Canon EOS الإلكترونية بالكامل وحامل عدسة Canon EF في عام 1987. وقد دفع أداء العدسة الأسرع بكثير الذي يسمح به التركيز الإلكتروني والتحكم في الفتحة من Canon العديد من المصورين المحترفين (خاصة في الرياضة والأخبار) إلى التحول إلى نظام Canon خلال التسعينيات. [20

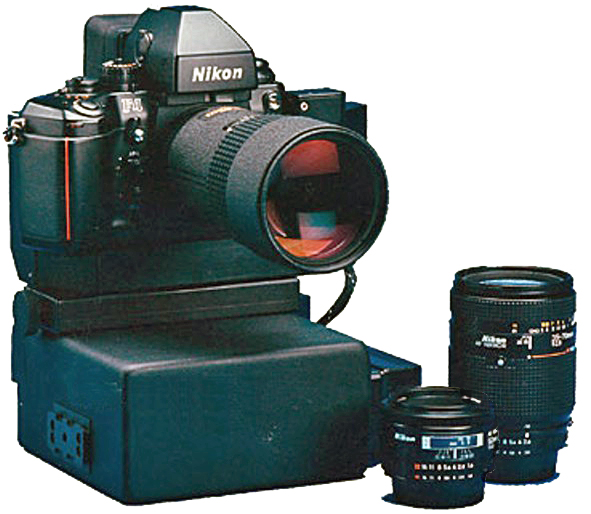
منظر أمامي لـ نيكون ناسا أف 4 مع مكتشف الحركة DA-20 وصندوق الإلكترونيات والعدسات. تم إطلاقه في سبتمبر 1991 على متن مكوك الفضاء ديسكفري، مهمة STS-48.

### التصوير الرقمي
أنشأت نيكون بعضًا من أول كاميرات SLR الرقمية (DSLRs ، Nikon NASA F4) لوكالة ناسا، المستخدمة في مكوك الفضاء منذ عام 1991. [21] بعد شراكة مع Kodak في التسعينيات لإنتاج كاميرات SLR رقمية استنادًا إلى أجسام أفلام Nikon الحالية، أصدرت Nikon Nikon D1 SLR تحت اسمها الخاص في عام 1999. على الرغم من أنها استخدمت مستشعر ضوء بحجم APS-C فقط 2/3 بحجم a إطار فيلم 35 مم (يسمى لاحقًا «مستشعر DX»)، كانت كاميرا D1 من بين أوائل الكاميرات الرقمية التي تتمتع بجودة صورة كافية وسعر منخفض بما يكفي لبعض المحترفين (خاصة المصورين الصحفيين والمصورين الرياضيين) لاستخدامها كبديل عن فيلم SLR. تمتلك الشركة أيضًا خط Coolpix الذي نما مع انتشار التصوير الرقمي للمستهلك بشكل متزايد خلال أوائل القرن الحادي والعشرين. لم تصنع نيكون أي هواتف أبدًا.
خلال منتصف العقد الأول من القرن الحادي والعشرين، ظل خط Nikon من كاميرات DSLR والعدسات الاحترافية والمتحمسة بما في ذلك خط عدسات AF-S المتوافقة الخلفية في المركز الثاني خلف Canon في مبيعات كاميرات SLR ، وكانت Canon رائدة لعدة سنوات في إنتاج DSLRs الاحترافية مع مستشعرات الضوء مثل كبيرة مثل إطارات الأفلام التقليدية 35 مم. [22] على النقيض من ذلك، استخدمت جميع كاميرات DSLR من نيكون من 1999 إلى 2007، مستشعر حجم DX الأصغر.
بعد ذلك، أدت التغييرات الإدارية في عام 2005 في نيكون إلى تصميمات جديدة للكاميرا مثل نيكون D3 كامل الإطار في أواخر عام 2007، وكاميرا نيكون D700 بعد بضعة أشهر، وكاميرات SLR متوسطة المدى. استعادت نيكون الكثير من سمعتها بين المصورين المحترفين والهواة كمبتكر رائد في هذا المجال، لا سيما بسبب السرعة وبيئة العمل وأداء الإضاءة المنخفضة لأحدث طرازاتها. [23] النطاق المتوسط كانت نيكون D90 ، التي تم تقديمها في عام 2008، أول كاميرا SLR تسجل الفيديو. [24] [25] ومنذ ذلك الحين، تم تقديم وضع الفيديو للعديد من كاميرات Nikon DSLR بما في ذلك Nikon D3S و Nikon D7000 و Nikon D5100 و Nikon D3100 و Nikon D3200 و Nikon D5100. [26] [27] [28] [29] [30] في الآونة الأخيرة، أصدرت نيكون مجموعة لتحرير الصور الفوتوغرافية والفيديو تسمى ViewNX لتصفح الصور ومقاطع الفيديو وتعديلها ودمجها ومشاركتها. [31] [32] [33] على الرغم من نمو السوق للكاميرات ذات العدسات القابلة للتبديل بدون مرآة، فإن نيكون لا تهمل كاميراتها F-mount أحادية العدسة العاكسة وقد أصدرت بعض كاميرات DSLR الاحترافية مثل D780 ، [34] أو D6 [35] مؤخرًا (Q1 2020).
كرد فعل للسوق المتنامي للكاميرات عديمة المرآة، أصدرت نيكون أول كاميراتها ذات العدسة غير القابلة للتبديل وأيضًا حامل العدسة الجديد في عام 2011. أطلق على حامل العدسة اسم نيكون 1، وكانت أولى الأجسام فيه نيكون 1 J1 و V1. تم بناء النظام حول مستشعر صورة بتنسيق 1 بوصة (أو CX)، مع عامل اقتصاص 2.7x. كان هذا التنسيق صغيرًا جدًا مقارنة بمنافسيهم. أدى ذلك إلى فقدان جودة الصورة والنطاق الديناميكي وأيضًا عمق أوسع لنطاق المجال. ربما كان هذا هو السبب وراء عدم نجاحها مطلقًا، لذلك أوقفت نيكون رسميًا في عام 2018، بعد ثلاث سنوات من عدم وجود كاميرا جديدة. [36] (آخرها كان Nikon 1 J5).
في عام 2018 أيضًا، قدمت نيكون نظامًا جديدًا بالكامل بدون مرآة في تشكيلتها. لقد كان نظام نيكون Z. كانت الكاميرات الأولى التي استخدمتها هي Z 6 و Z 7، وكلاهما مع تنسيق مستشعر الإطار الكامل (FX)، وتثبيت الصورة داخل الجسم، ومنظار الكاميرا الإلكتروني المدمج. إن Z-mount ليس مخصصًا لكاميرات FX فقط، كما هو الحال في عام 2019، حيث قدمت نيكون Z 50 بمستشعر تنسيق DX ، بدون IBIS ولكن مع التوافق مع كل عدسة Z-mount. المناولة وبيئة العمل وتخطيط الزر مشابه لكاميرات نيكون DSLR ، وهي صديقة لمن يتحولون عنها. هذا يدل على أن نيكون تضع تركيزها أكثر على خط MILC الخاص بها.

### إنتاج كاميرا فيلم
بمجرد أن طرحت نيكون كاميرات DSLR منخفضة التكلفة على مستوى المستهلك مثل Nikon D70 في منتصف العقد الأول من القرن الحادي والعشرين، انخفضت مبيعات كاميرات الأفلام الاحترافية والمستهلكين بسرعة، وفقًا للاتجاه العام في الصناعة. في يناير 2006، أعلنت نيكون أنها ستتوقف عن صنع معظم موديلات كاميرات الأفلام وجميع عدساتها كبيرة الحجم، والتركيز على النماذج الرقمية.
ومع ذلك، فإن نيكون هي الشركة المصنعة الوحيدة للكاميرات التي لا تزال تصنع كاميرات SLR. يظل كل من نيكون F6 عالي الجودة ومستوى الإدخال FM10 (الطرازات الوحيدة المتبقية بعد توقف الإنتاج في عام 2006) [37] جزءًا من تشكيلة نيكون الحالية اعتبارًا من مارس 2019. [38]

### إنتاج كاميرا لتصوير الأفلام
على الرغم من تقديم عدد قليل من الطرز، إلا أن نيكون صنعت كاميرات أفلام أيضًا. كان طرازا R10 و R8 SUPER ZOOM Super 8 (تم تقديمهما في عام 1973) هما الأفضل والأخير في مجال أفلام الهواة. تحتوي الكاميرات على بوابة خاصة ونظام مخلب لتحسين ثبات الصورة والتغلب على عيب كبير في تصميم خرطوشة Super 8. يحتوي الطراز R10 على عدسة تكبير عالية السرعة 10x ماكرو.
على عكس العلامات التجارية الأخرى، لم تحاول Nikon مطلقًا تقديم أجهزة عرض أو ملحقاتها.

### العمليات التايلاندية
حولت Nikon الكثير من منشآتها التصنيعية إلى تايلاند، مع بعض الإنتاج (خاصةً كاميرات Coolpix وبعض العدسات منخفضة الجودة) في إندونيسيا. أنشأت الشركة مصنعًا في أيوثايا شمال بانكوك في تايلاند في عام 1991. بحلول عام 2000، كان لديها 2000 موظف. أدى النمو المطرد على مدى السنوات القليلة المقبلة وزيادة مساحة الأرضية من 19400 متر مربع (208.827 قدم مربع) إلى 46200 متر مربع (497300 قدم مربع) إلى تمكين المصنع من إنتاج مجموعة أوسع من منتجات نيكون. بحلول عام 2004، كان لديها أكثر من 8000 عامل.
تشمل مجموعة المنتجات التي تم إنتاجها في Nikon Thailand قولبة البلاستيك، والأجزاء البصرية، والطلاء، والطباعة، ومعالجة المعادن، والطلاء، وعملية العدسة الكروية، وعملية العدسة شبه الكروية، وعملية المنشور، وعملية التركيب الكهربائية والإلكترونية، ومحرك الموجة الصامت، وإنتاج وحدة الضبط البؤري التلقائي.
اعتبارًا من عام 2009، تم إنتاج جميع كاميرات DSLR بصيغة DX من Nikon وكاميرا D600 ، وهي كاميرا FX احترافية، في تايلاند، في حين تم إنتاج الكاميرات الاحترافية وشبه الاحترافية بتنسيق Nikon FX (إطار كامل) (D700 و D3 و D3S و D3X و D4 و D800 و Df ذات الطراز القديم) تم بناؤها في اليابان، في مدينة سينداي. ينتج المصنع التايلاندي أيضًا معظم عدسات الزوم الرقمية "DX" من نيكون، بالإضافة إلى العديد من العدسات الأخرى في خط Nikkor.

### شركة Nikon-Essilor Co. Ltd.
في عام 1999، وقعت Nikon و Essilor مذكرة تفاهم لتشكيل تحالف استراتيجي عالمي في مجال العدسات التصحيحية من خلال تشكيل مشروع مشترك بنسبة 50/50 في اليابان باسم Nikon-Essilor Co. Ltd.
الغرض الرئيسي من المشروع المشترك هو زيادة تعزيز أعمال العدسات التصحيحية لكلا الشركتين. سيتم تحقيق ذلك من خلال نقاط القوة المتكاملة لعلامة Nikon التجارية القوية المدعومة بتقنية بصرية متقدمة وشبكة مبيعات قوية في السوق اليابانية، إلى جانب الإنتاجية العالية وشبكة التسويق والمبيعات العالمية لشركة Essilor ، الشركة الرائدة عالميًا في هذه الصناعة. [39]
بدأت شركة Nikon-Essilor Co. Ltd. أعمالها في يناير 2000، وهي مسؤولة عن البحث والتطوير والإنتاج والمبيعات بشكل أساسي لبصريات العيون. [40]

## التطورات الجديدة
انخفضت عائدات أعمال كاميرات نيكون بنسبة 30٪ في ثلاث سنوات قبل السنة المالية 2015. [41] في عام 2013، توقعت أول انخفاض في المبيعات من الكاميرات ذات العدسات القابلة للتبديل منذ أول كاميرا SLR رقمية من نيكون في عام 1999. [42] انخفض صافي ربح الشركة من ذروة بلغت 75.4 مليار ين (السنة المالية 2007) إلى 18.2 مليار ين للسنة المالية 2015. [41] تخطط نيكون لإعادة تعيين أكثر من 1500 موظف مما يؤدي إلى استقطاع وظائف 1,000، بشكل أساسي في أعمال الطباعة الحجرية وأشباه الموصلات والكاميرات، بحلول عام 2017 حيث تحول الشركة تركيزها إلى أعمال الأجهزة الطبية والصناعية من أجل النمو. [43] [41] [44]

## كاميرات الفيلم
في يناير 2006، أعلنت شركة Nikon عن إيقاف جميع طرازات كاميرات الأفلام الخاصة بها باستثناء طرازين، وركزت جهودها على سوق الكاميرات الرقمية. تواصل بيع FM10 اليدوي بالكامل، ولا تزال تقدم F6 الأوتوماتيكي بالكامل. [46] [47] تلتزم شركة Nikon أيضًا بخدمة جميع كاميرات الأفلام لمدة عشر سنوات بعد توقف الإنتاج. [48]

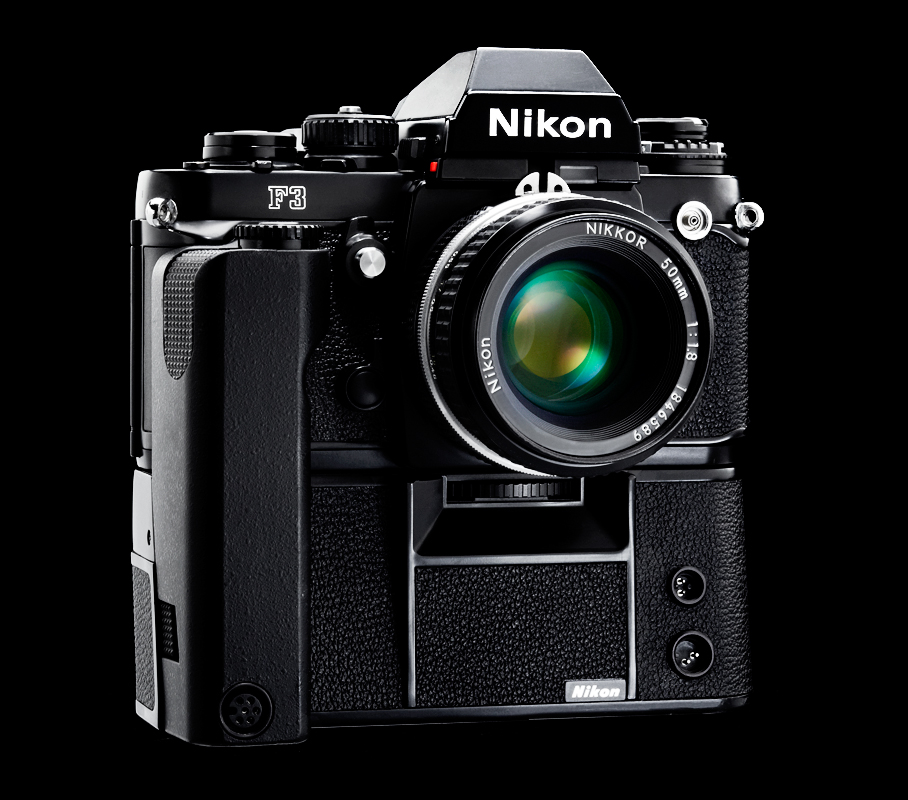
تصميم كاميرا نيكون F3 جيوجيارو

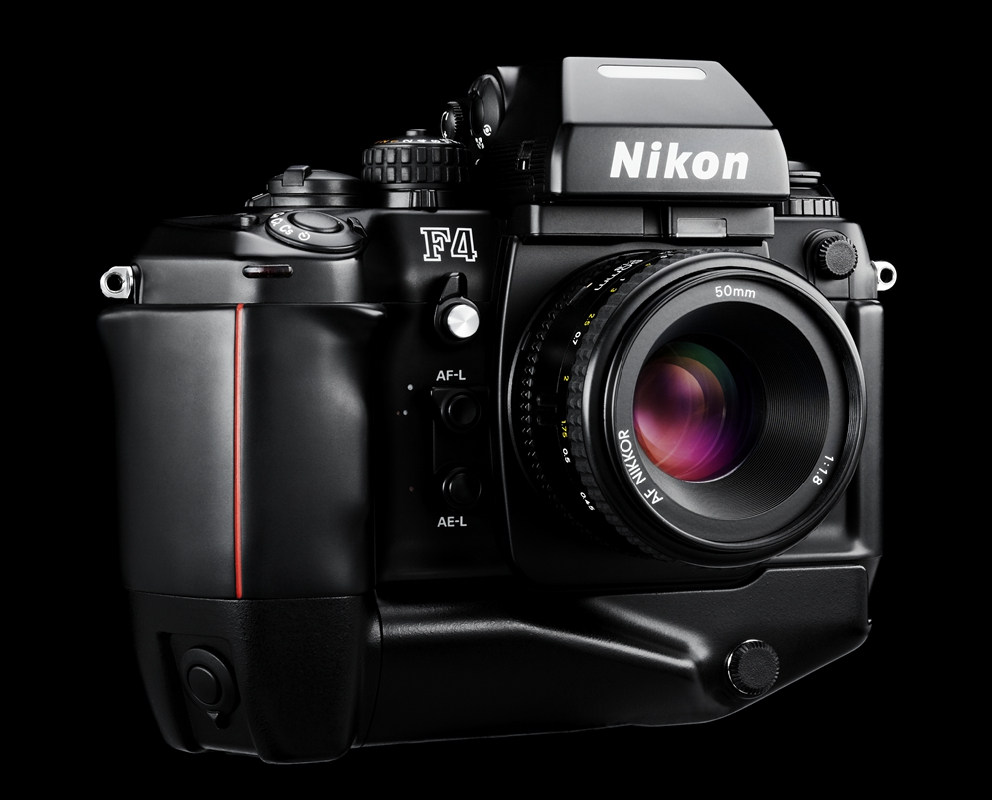
نيكون F4 F4s تصميم جيوجيارو

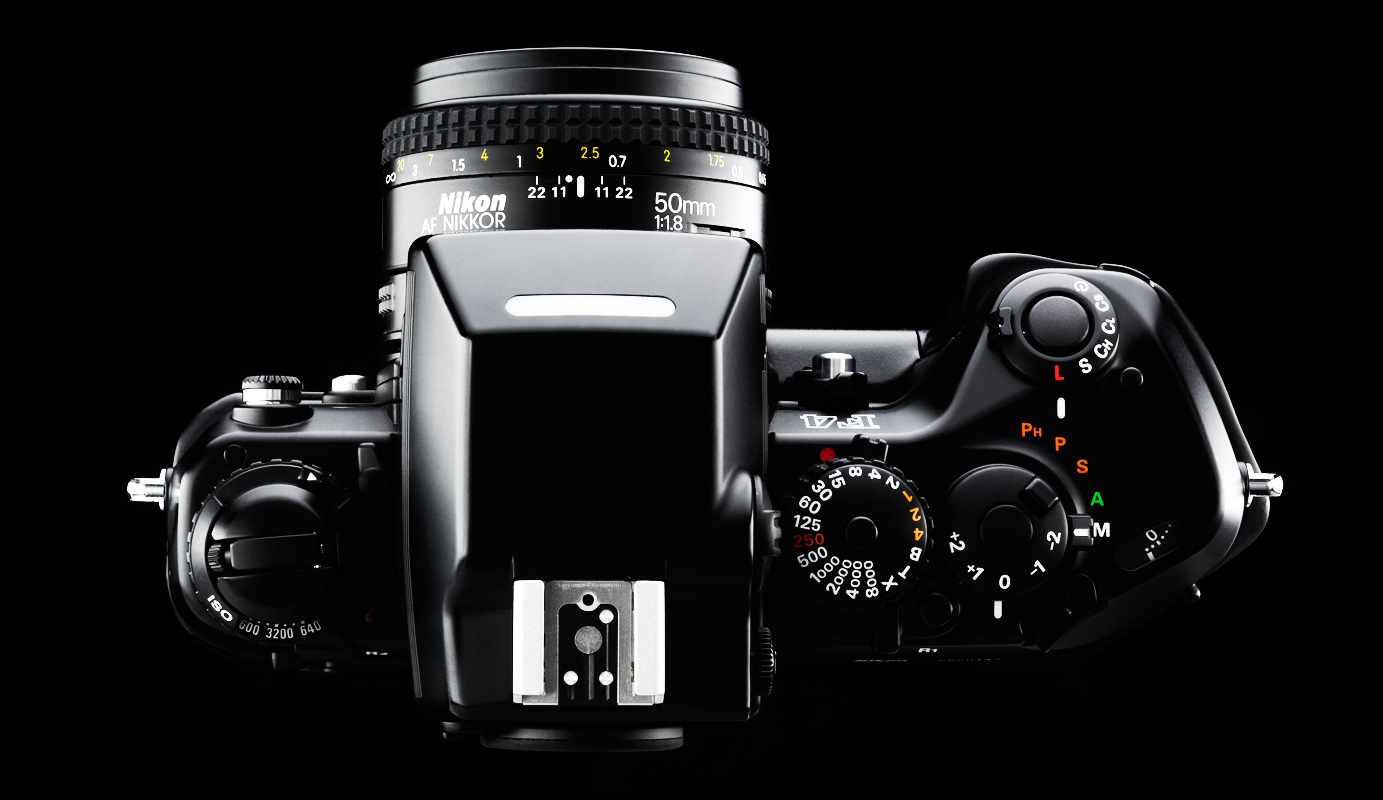
نيكون F4 جيوجيارو ديزاين

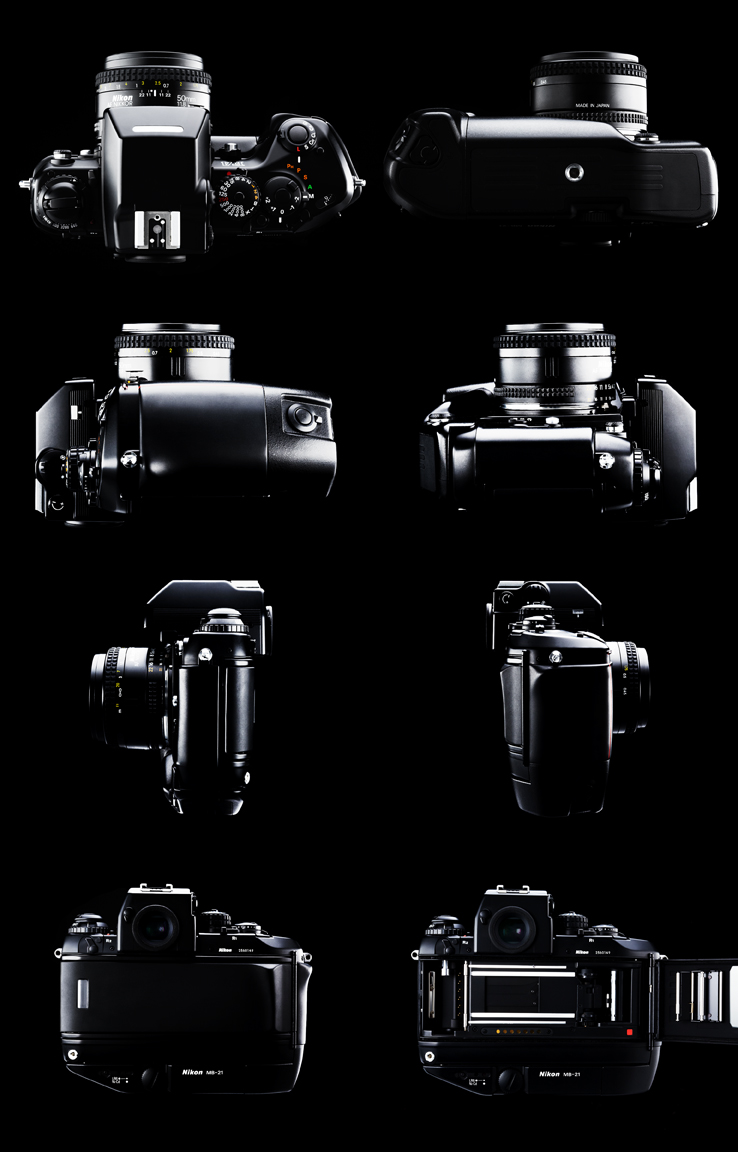
نيكون أف 4 أف 4 أس

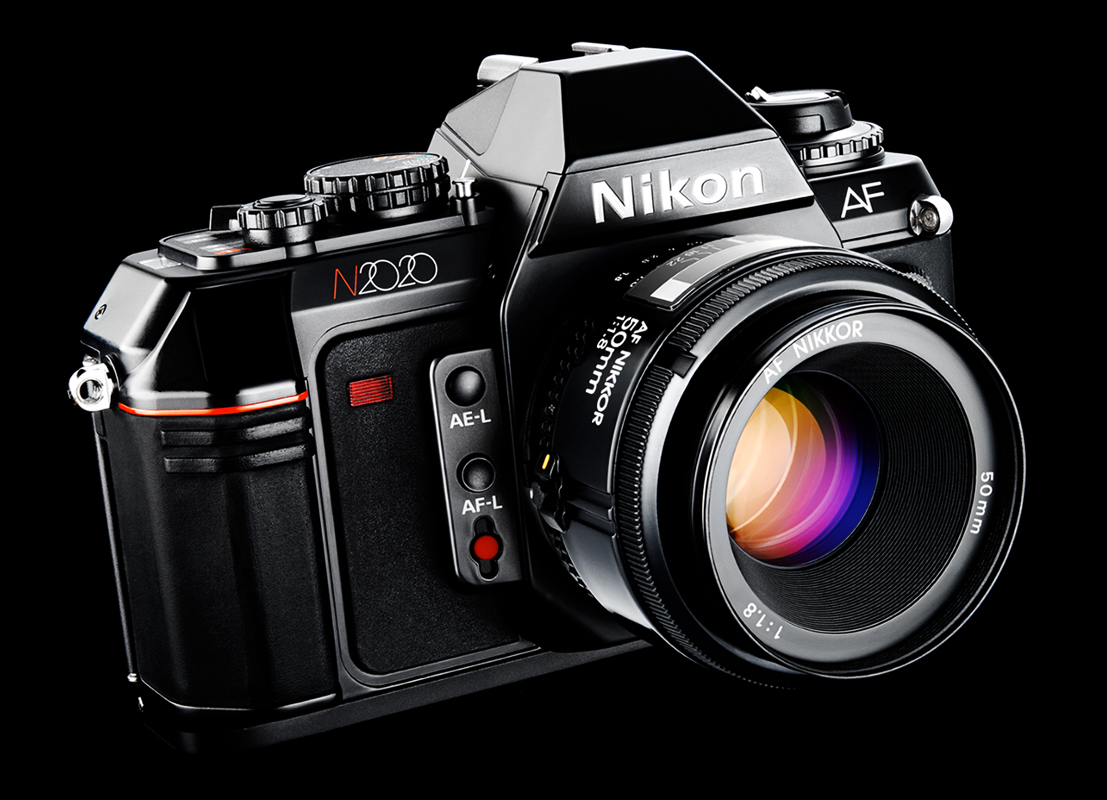
نيكون N2020

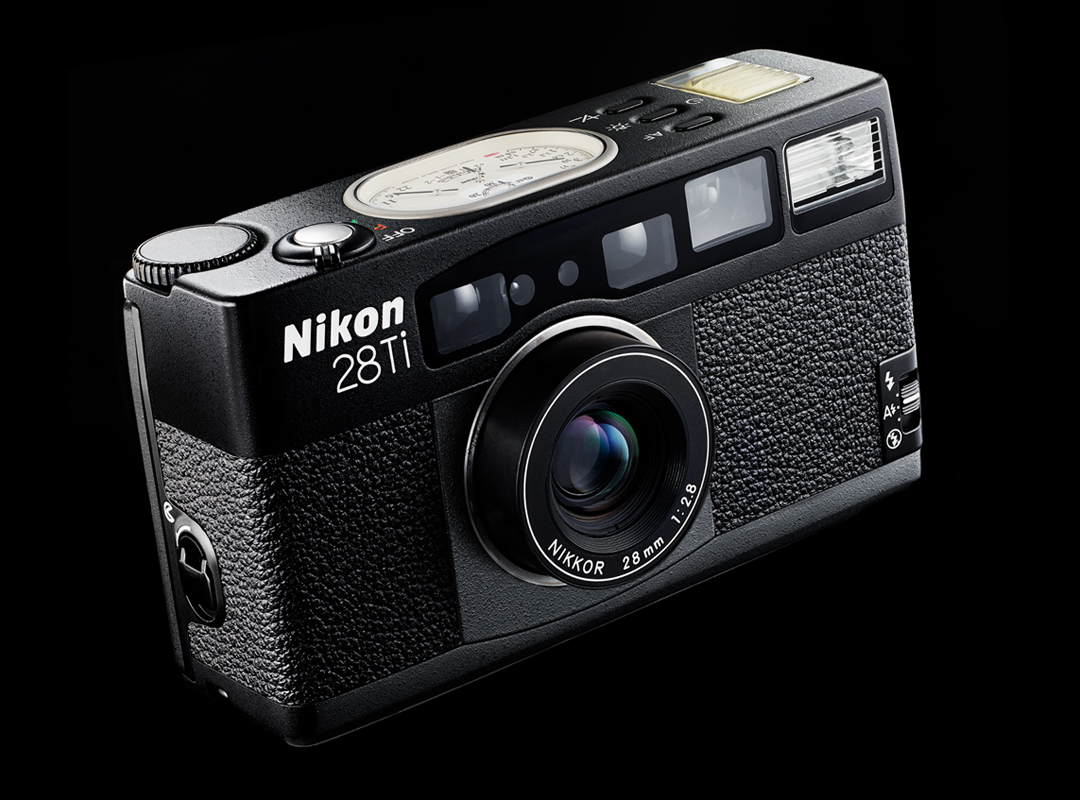
نيكون 28ti

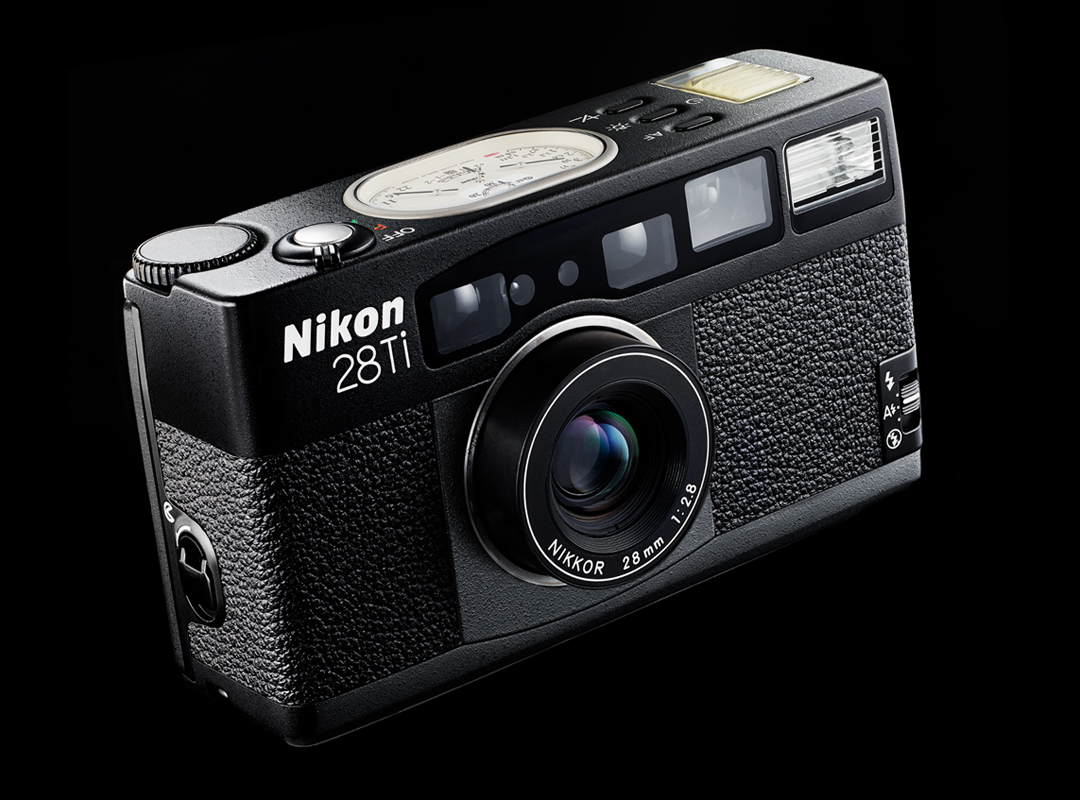
كاميرا نيكون 28 تي آي

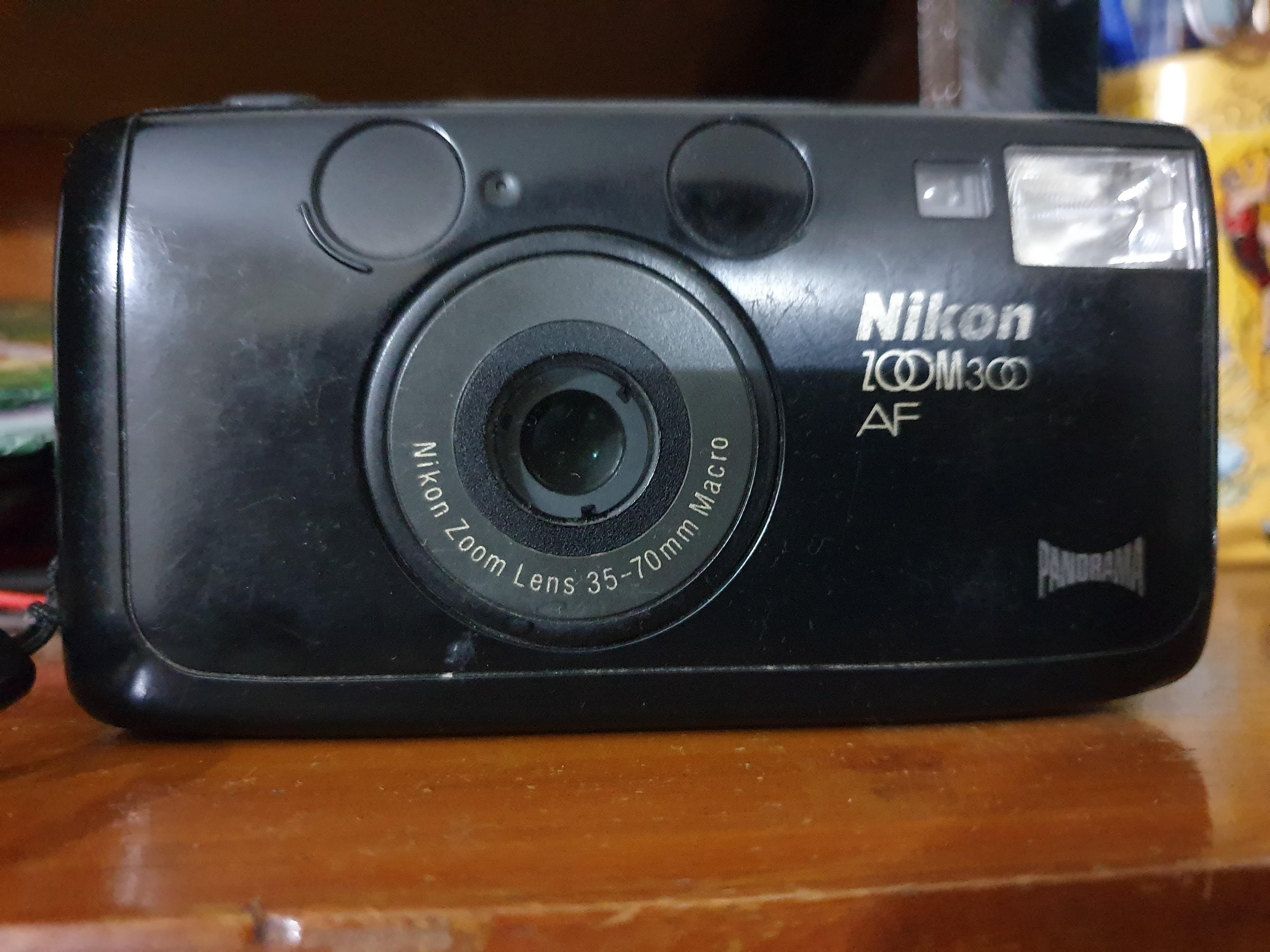
كاميرا نيكون زووم الرجعية

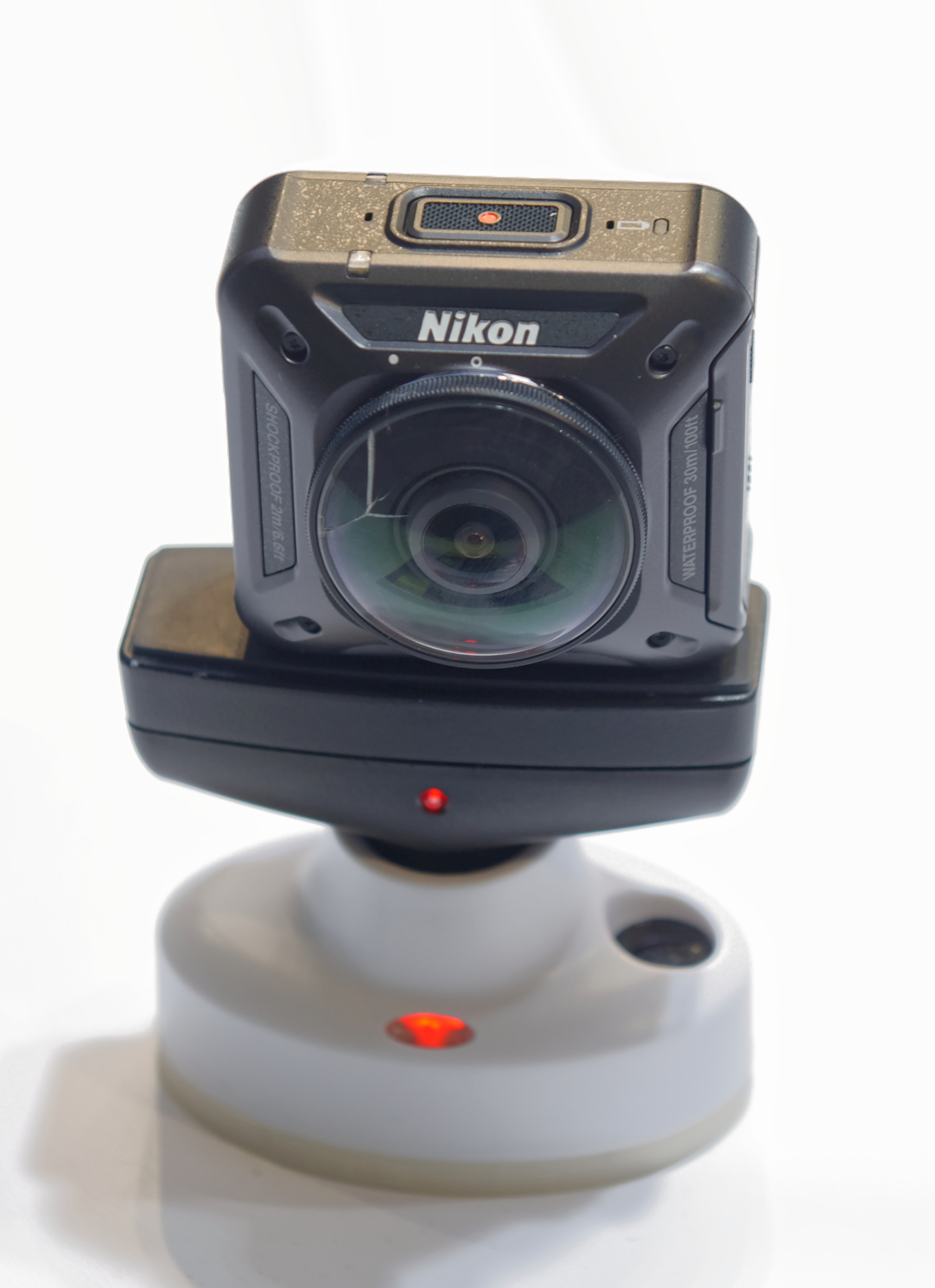
نيكون كي ميشن 360

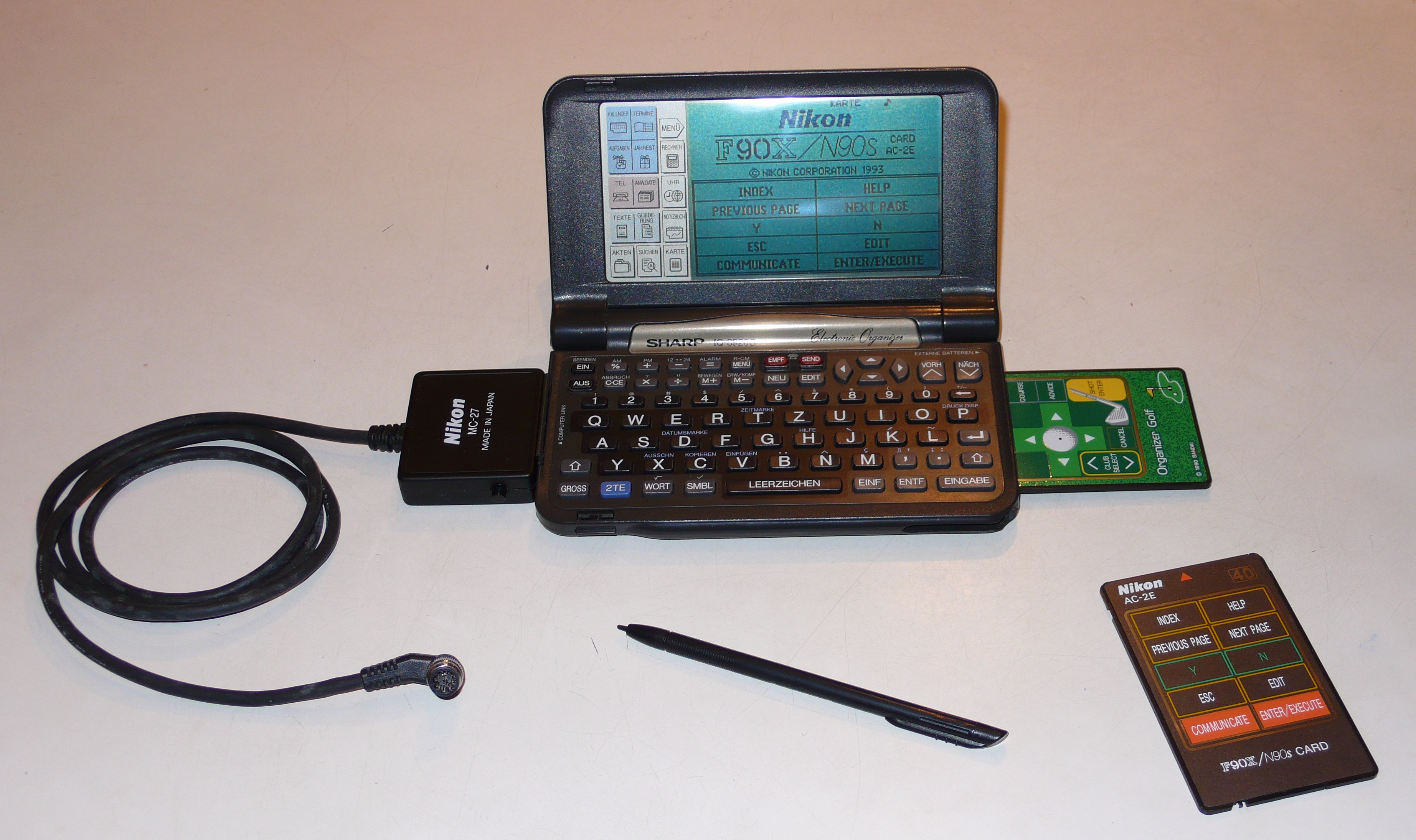
نيكون AC-2E داتا لينك سيستم (1993)

### فيلم كاميرات SLR مقاس 35 مم مع تركيز يدوي

#### متطور (احترافي - مخصص للاستخدام المهني، الخدمة الشاقة ومقاومة الطقس)
- سلسلة Nikon F (1959، المعروفة في ألمانيا لأسباب قانونية باسم Nikkor F)
- سلسلة نيكون F2 (1971)
- سلسلة نيكون F3 (1980)

#### المدى المتوسط
- سلسلة نيكوركس (1960)
- سلسلة Nikkormat F (1965، المعروفة في اليابان باسم سلسلة Nikomat F)
- نيكون FM (1977)
- سلسلة نيكون FM2 (1982)
- نيكون FM10 (1995)
- نيكون FM3A (2001)

#### نطاق متوسط مع ميزات إلكترونية
- سلسلة Nikkormat EL (1972، المعروفة في اليابان باسم سلسلة Nikomat EL)
- نيكون EL2 (1977)
- نيكون FE (1978)
- نيكون FE2 (1983)
- نيكون FA (1983
- Nikon F-601M (1990، المعروف في أمريكا الشمالية باسم N6000)
- نيكون FE10 (1996)

### مستوى الدخول (المستهلك)
نيكون إم (1979)
نيكون FG (1982)
نيكون FG-20 (1984
Nikon F-301 (1985، المعروف في أمريكا الشمالية باسم N2000)

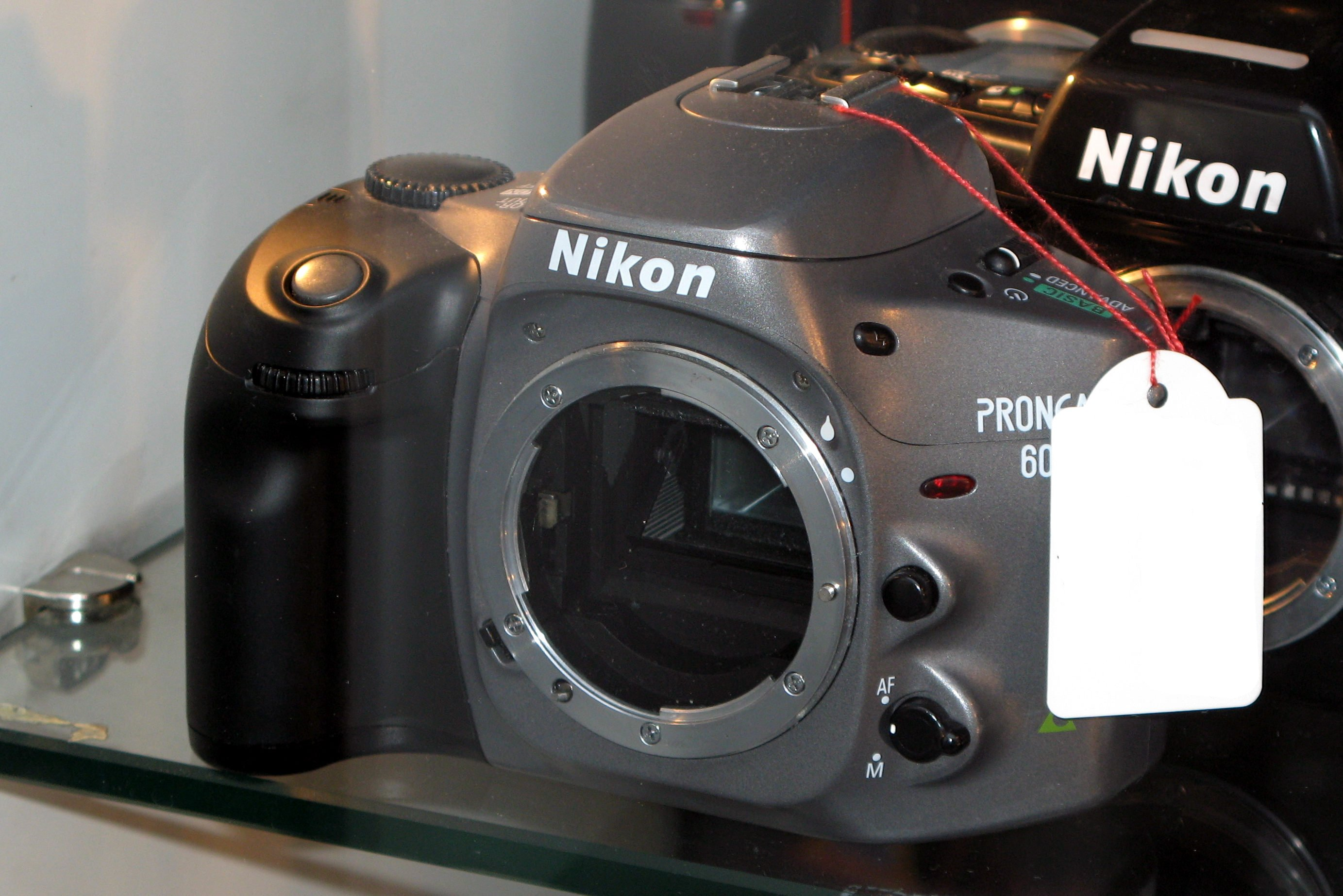
نيكون برونيا 600i

### كاميرات فيلم APS SLR

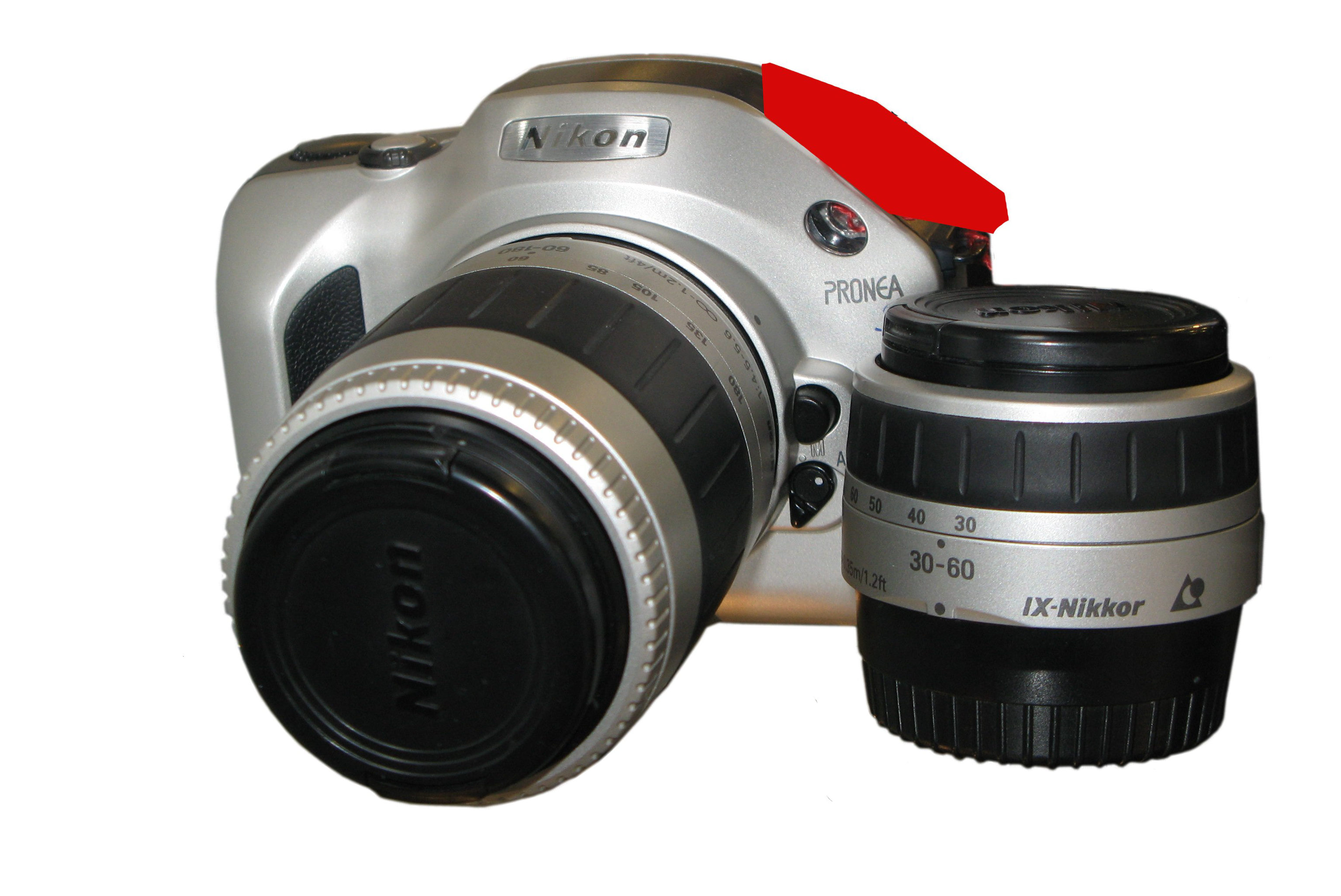
كاميرا نيكون برونيا إس

- نيكون برونيا 600i / برونيا 6 آي (1996) [49]
- نيكون برونيا إس (1997) [50]

### فيلم كاميرات SLR مقاس 35 مم مع ضبط تلقائي للصورة

#### متطور (احترافي - مخصص للاستخدام المهني، الخدمة الشاقة ومقاومة الطقس)
- نيكون F3AF (1983، جسم معدل F3 مع محدد التركيز التلقائي DX-1)
- Nikon F4 (1988) - (أول كاميرا SLR احترافية في العالم ذات تركيز تلقائي وأول كاميرا SLR احترافية في العالم مع محرك محرك مدمج)
- Nikonos RS (1992) (احترافي عند مراجعته في ظروف تحت الماء) - (أول كاميرا SLR ذات تركيز تلقائي تحت الماء في العالم) [51]
- نيكون F5 (1996)
- نيكون F6 (2004)

#### متطور (المستهلك - مخصص للمستهلكين المؤيدين الذين يريدون الميزات الميكانيكية / الإلكترونية الرئيسية للخط الاحترافي ولكن لا يحتاجون إلى نفس الخدمة الشاقة / مقاومة الطقس)
- Nikon F-501 (1986، المعروف في أمريكا الشمالية باسم N2020)
- نيكون F-801 (1988، المعروف في الولايات المتحدة باسم N8008)
- نيكون F-801S (1991، المعروف في الولايات المتحدة باسم N8008S)
- نيكون F90 (1992، المعروف في الولايات المتحدة باسم N90)
- نيكون F90X (1994، المعروف في الولايات المتحدة باسم N90S)
- نيكون F80 (2000، المعروف في الولايات المتحدة باسم N80)
- نيكون F100 (1999)

#### متوسط المدى (المستهلك)
- نيكون F-601 (1990، معروف في الولايات المتحدة باسم N6006)
- نيكون F70 (1994، المعروف في الولايات المتحدة باسم N70)
- نيكون F75 (2003، المعروف في الولايات المتحدة باسم N75)

#### مستوى الدخول (المستهلك)
- Nikon F-401 (1987، المعروفة في الولايات المتحدة باسم N4004)
- Nikon F-401S (1989، المعروف في الولايات المتحدة باسم N4004S)
- نيكون F-401X (1991، المعروف في الولايات المتحدة باسم N5005)
- نيكون F50 (1994، المعروف في الولايات المتحدة باسم N50)
- نيكون F60 (1999، المعروف في الولايات المتحدة باسم N60)
- نيكون F65 (2000، المعروف في الولايات المتحدة باسم N65)
- نيكون F55 (2002، المعروف في الولايات المتحدة باسم N55)

#### كاميرات تحديد المدى الاحترافية
- نيكون 1 (1948) [52]
- نيكون إم (1949) [53]
- نيكون إس (1951) [54]
- نيكون S2 (1954) [55]
- نيكون أس بي (1957) [56]
- نيكون S3 (1958) [57]
- نيكون S4 (1959) (مستوى الدخول) [58]
- نيكون S3M (1960) [59]
- نيكون S3 2000 (2000) [60]
- نيكون إس بي ليمتد إديشن (2005) [61]

### الكاميرات المدمجة
بين عام 1983 وأوائل القرن الحادي والعشرين [62] صنعت نيكون مجموعة واسعة من الكاميرات المدمجة. بدأت نيكون أولاً بتسمية الكاميرات باسم سلسلة (مثل سلسلة L35 / L135، سلسلة RF / RD، سلسلة W35، سلسلة EF أو سلسلة AW). في دورات الإنتاج اللاحقة، تم وضع علامة تجارية مزدوجة على الكاميرات مع اسم سلسلة على أحدهما واسم مبيعات من ناحية أخرى. كانت أسماء المبيعات على سبيل المثال Zoom-Touch للكاميرات ذات نطاق التكبير الواسع، و Lite-Touch للطرز صغيرة الحجم للغاية، و Fun-Touch للكاميرات سهلة الاستخدام و Sport-Touch لمقاومة رذاذ الماء. بعد أواخر التسعينيات، أسقطت نيكون أسماء المسلسلات واستمرت فقط مع اسم المبيعات. تم تسمية جميع كاميرات نيكون APS باسم Nuvis.
جاءت الكاميرات بجميع الأسعار من الكاميرات ذات العدسة الثابتة للمبتدئين إلى الطراز الأعلى Nikon 35Ti و 28Ti مع هيكل من التيتانيوم و 3D-Matrix-Metering.

### كاميرات الأفلام

#### مزدوج 8 (8 مم)
- نيكوركس 8 (1960)
- NIKKOREX 8F (1963)

#### سوبر 8
- نيكون سوبر زوم 8 (1966)
- نيكون 8X سوبر زووم (1967)
- نيكون R8 سوبر زووم (1973)
- نيكون R10 سوبر زووم (1973)

### كاميرات احترافية تحت الماء
- نيكونوس كاليبسو (1963، المعروف أصلاً في فرنسا باسم Calypso / Nikkor)
- نيكونوس الثاني (1968)
- نيكونوس الثالث (1975)
- نيكونوس IV-A (1980)
- نيكونوس الخامس (1984)
- نيكونوس RS (1992) [63] (أول كاميرا SLR ذات تركيز تلقائي تحت الماء في العالم) [51]

## الكاميرات الرقمية

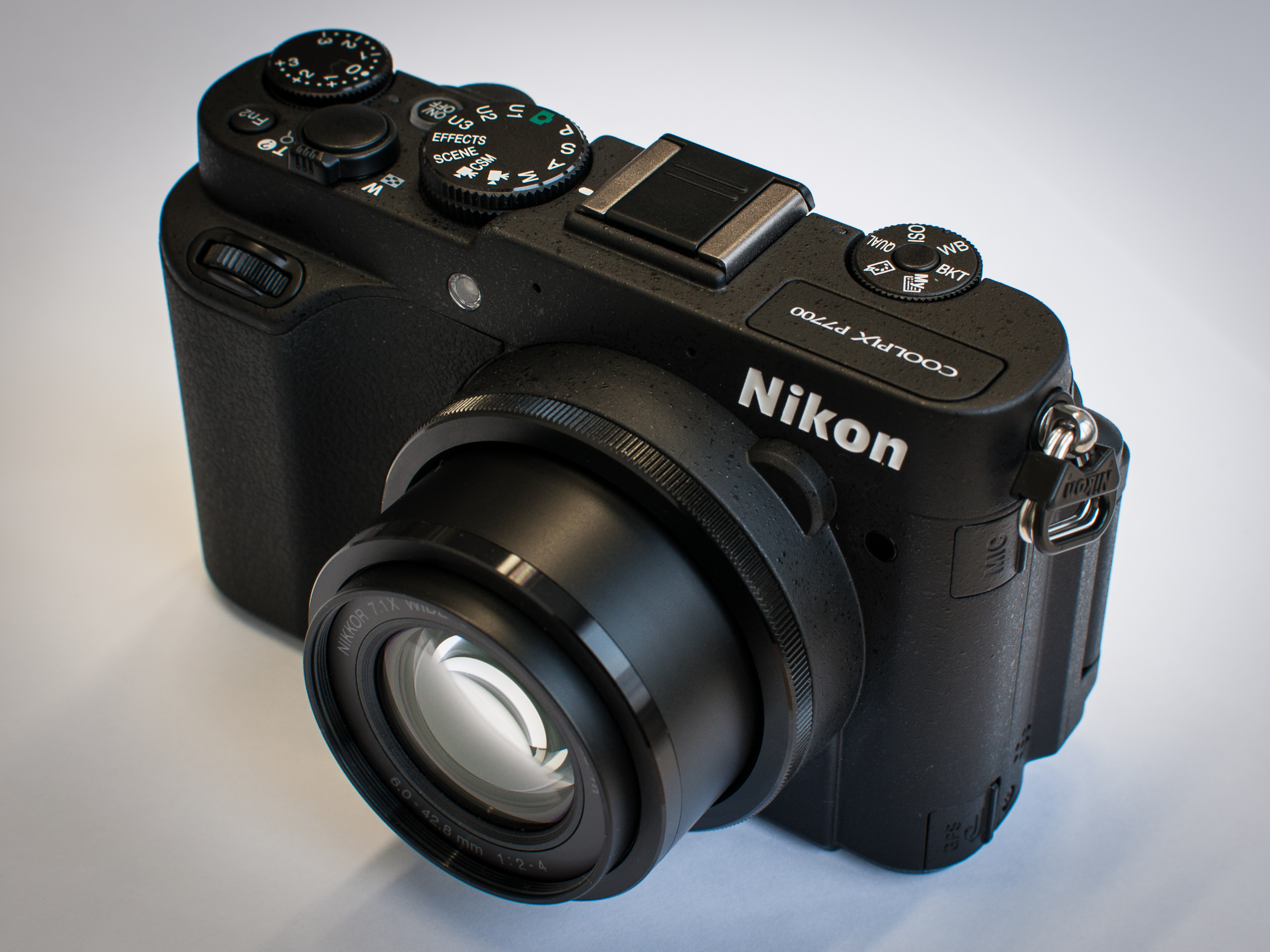
نيكون COOLPIX P7700

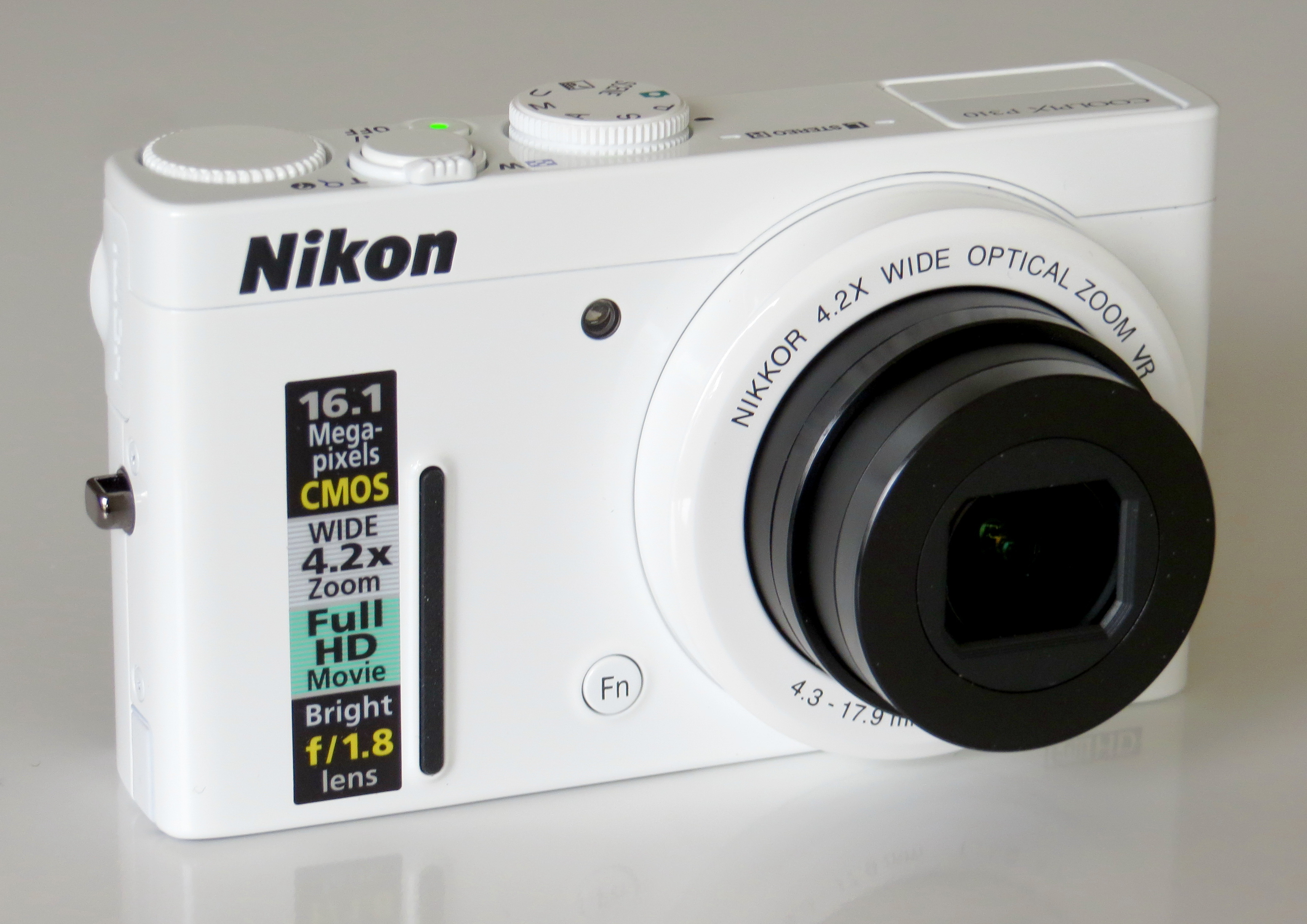
نيكون كولبيكس P310 كاميرا رقمية صغيرة الحجم

تنسيق الصور الخام من نيكون هو NEF ، لملف Nikon الإلكتروني. البادئة "DSCN" لملفات الصور تعني "Digital Still Camera - Nikon".

### الكاميرات الرقمية المدمجة
سلسلة Nikon Coolpix عبارة عن كاميرات رقمية مدمجة يتم إنتاجها في العديد من المتغيرات: Superzoom ، و Bridge ، و Travel-Zoom ، و Mini Compact ، والكاميرات المقاومة للماء / الوعرة. إن أفضل الكاميرات المدمجة هي العديد من سلاسل "Performance" المشار إليها بـ "P ...".

#### الكاميرات المدمجة ذات المستشعر الأكبر
سلسلة Coolpix منذ عام 2008 مدرجة.
- نيكون Coolpix P6000 ، 2008-08-07 (CCD ، 14 ميجابكسل، تكبير 4x)
- نيكون Coolpix P7000 ، 2010-09-08 (CCD ، 10.1 ميجابكسل، تكبير 7x)
- نيكون Coolpix P7100 ، 2011-08-24 (نفس مواصفات سابقتها تقريبًا)
- نيكون كولبيكس P7700
- نيكون Coolpix A ، 2013-03-05 (مستشعر DX-CMOS بدقة 16 ميجابكسل)

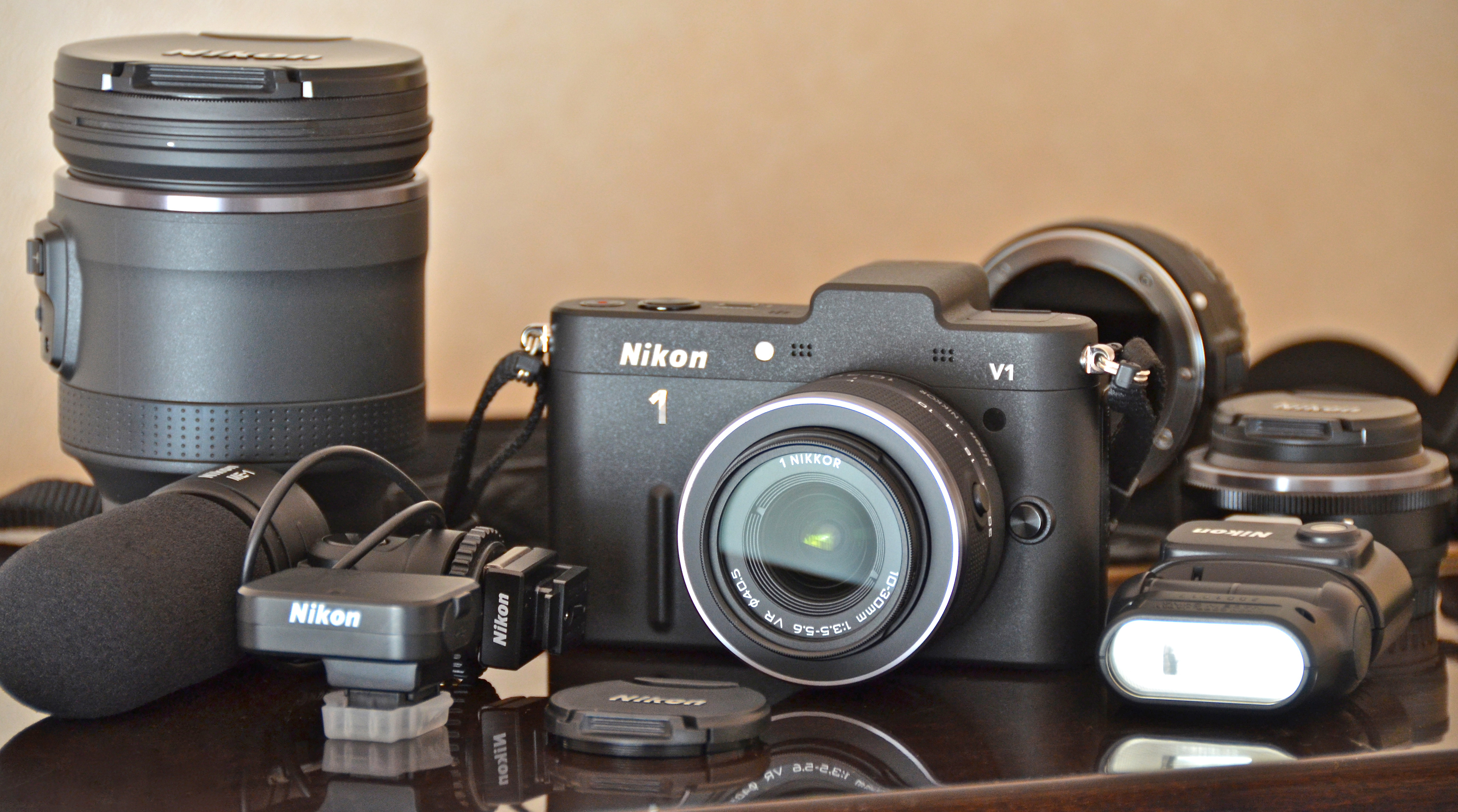
نيكون 1 V1 مع عدسات وفلاش SB-N5 وGPS GP-N100 وميكروفون ME-1

- نيكون Coolpix A900
- نيكون كولبيكس P7800

#### كاميرات صغيرة الحجم ذات عدسات خفيفة الوزن وسريعة
- نيكون كولبيكس بي 300
- نيكون كولبيكس P310
- نيكون كولبيكس P330
- نيكون كولبيكس بي 340

#### كاميرات الجسر
- نيكون Coolpix L810 ، فبراير، 2012–16 ميجابكسل، تكبير بصري 26 × ، بدون اتصال wi-fi ، شاشة LCD ثابتة، ISO 80–1600
- نيكون Coolpix L820 ، يناير 2013-16 ميجابكسل، تقريب بصري 30x ، بدون اتصال wi-fi ، شاشة LCD ثابتة، ISO 125-3200
- نيكون Coolpix L830 ، يناير، 2014-16 ميجابكسل، تقريب بصري 34x مع 68x Dynamic Fine Zoom ، بدون شبكة wi-fi ، شاشة LCD قابلة للإمالة، ISO 125-1600 (3200 في تلقائي)
- Nikon Coolpix L840 فبراير، 2015-16 ميجابكسل ، تقريب بصري 38x مع 76x Dynamic Fine Zoom، مدمج Wi-Fi® و NFC (اتصال المجال القريب)، شاشة LCD مائلة عالية الدقة 3 بوصات ، ISO 125 - 160

#### ISO 3200، 6400 (متاح عند استخدام الوضع التلقائي)
- Nikon Coolpix P500 ، فبراير ، 2011-12.1 ميجابكسل ، تقريب بصري 36x ، شاشة LCD قابلة للإمالة ، ISO 160–3200
- نيكون Coolpix P510 ، فبراير 2012–16.1 ميجابكسل ، تكبير بصري 41.7x (24–1000 مم)، بدون اتصال wi-fi ، شاشة LCD متغيرة الزاوية ، ISO 100–3200
- نيكون Coolpix P520 ، كانون الثاني (يناير) 2013 - 18.1 ميجابكسل ، تكبير بصري 42x ، اتصال Wi-Fi اختياري ، شاشة LCD متغيرة الزاوية ، ISO 80–3200
- Nikon Coolpix P530 ، فبراير 2014-16.1 ميجابكسل ، تكبير بصري 42x و 84x Dynamic Fine Zoom ، opt wi-fi ، شاشة LCD ثابتة ، ISO 100-1600 (ISO 3200، 6400 في وضع PASM)
- Nikon Coolpix P600 ، فبراير ، 2014-16.1 ميجابكسل ، تكبير بصري 60x و 120 Dynamic Fine Zoom ، مدمج بتقنية wi-fi ، شاشة LCD متغيرة الزاوية ، ISO 100-1600 (ISO 3200، 6400 في وضع PASM)
- نيكون كولبيكس P61
- Nikon Coolpix B500 ، فبراير ، 2016-16 ميجابكسل ، تقريب بصري 40x ، شاشة LCD قابلة للإمالة ، ISO 160–6400
- نيكون كولبيكس بي 900
- نيكون كولبيكس بي 1000

### كاميرات بدون مرآة بعدسات قابلة للتغيير

#### سلسلة نيكون 1 - مستشعر CX ، عدسات تركيب نيكون 1
- نيكون 1 J1 ، 21 سبتمبر 2011،: 10 ميجابكسل
- نيكون 1 V1 ، 21 سبتمبر 2011،: 10 ميجابكسل [64]
- نيكون 1 J2 ، 10 أغسطس 2012،: 10 ميجابكسل
- نيكون 1 V2 ، [65] 24 أكتوبر 2012،: 14 ميجا بكسل
- نيكون 1 J3 ، 8 يناير 2013،: 14 ميجا بكسل
- نيكون 1 S1 ، 8 يناير 2013،: 10 ميجا بكسل
- نيكون 1 AW1 ،: 14 ميجابكسل
- نيكون 1 V3 ، 18 ميجابكسل ، شاشة LCD قابلة للإمالة
- نيكون 1 J4 ،: 18 ميجابكسل
- نيكون 1 J5 ،: 20 ميجا بكسل

#### سلسلة نيكون Z - عدسات نيكون Z-mount
- نيكون Z 7، مستشعر FX / Full Frame ، 23 أغسطس ، 2018
- نيكون Z 6، مستشعر FX / Full Frame ، 23 أغسطس 2018
- نيكون Z 50، مستشعر DX / APS-C ، 10 أكتوبر 2019
- Nikon Z 5، مستشعر FX / Full Frame ، 21 يوليو 2020
- نيكون Z 6Ⅱ ، مستشعر FX / Full Frame ، 14 أكتوبر 2020
- نيكون Z 7Ⅱ ، مستشعر FX / Full Frame ، 14 أكتوبر 2020
- الكاميرات الرقمية ذات العدسة المنعكسة

#### متطور (احترافي - مخصص للاستخدام المهني، الخدمة الشاقة ومقاومة الطقس)
- نيكون D1، مستشعر DX 15 يونيو 1999 - توقف
- نيكون D1X ، مستشعر DX ، 5 فبراير 2001 - توقف
- نيكون D1H ، مستشعر DX ، سرعة عالية ، 5 فبراير 2001 - توقف
- نيكون D2H ، مستشعر DX ، سرعة عالية ، 22 يوليو 2003 - توقف
- نيكون D2X ، مستشعر DX ، 16 سبتمبر 2004 - توقف
- نيكون D2HS ، مستشعر DX ، سرعة عالية ، 16 فبراير 2005 - توقف
- نيكون D2XS ، مستشعر DX ، 1 يونيو 2006 - توقف
- نيكون D3 ، مستشعر FX / كامل الإطار ، 23 أغسطس 2007 - توقف
- نيكون D3X ، مستشعر FX / كامل الإطار ، 1 ديسمبر 2008 - توقف
- نيكون D3S ، مستشعر FX / كامل الإطار ، 14 أكتوبر 2009 - توقف
- نيكون D4 ، مستشعر FX / Full Frame ، 6 يناير 2012 - توقف الإنتاج [66]
- نيكون D4S ، مستشعر FX / كامل الإطار ، 25 فبراير 2014 - توقف (في الولايات المتحدة فقط)
- نيكون D5 ، مستشعر FX / كامل الإطار ، 5 يناير 2016
- نيكون D6 ، مستشعر FX / Full Frame ، 12 فبراير 2020

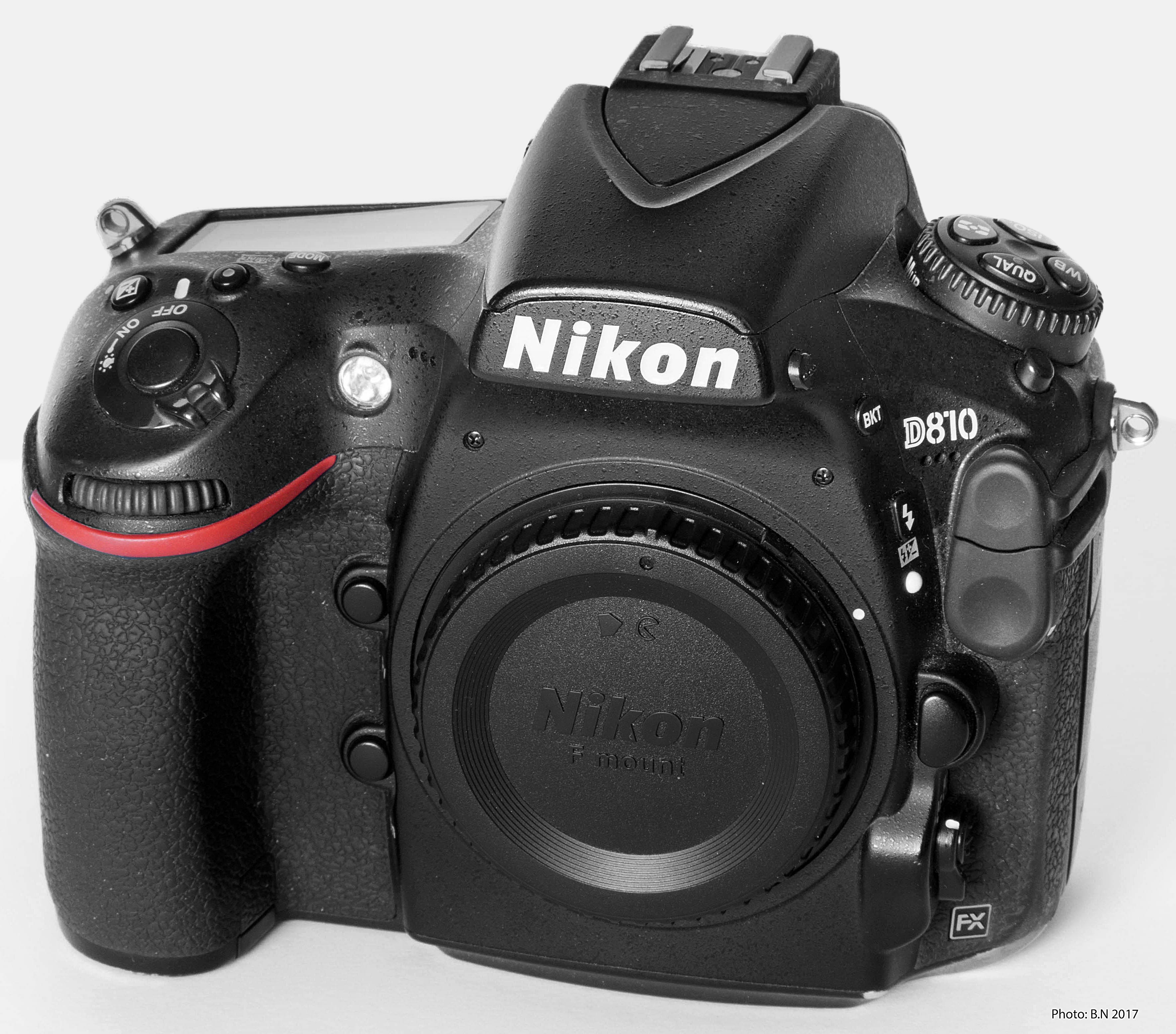
نيكون D810

#### متطور (المستهلك - مخصص للمستهلكين المؤيدين الذين يريدون المقاومة الميكانيكية / الطقس الرئيسية والميزات الإلكترونية للخط الاحترافي ولكن لا يحتاجون إلى نفس الخدمة الشاقة)
- نيكون D100 ، مستشعر DX ، 21 فبراير 2002 - توقف
- نيكون D200 ، مستشعر DX ، 1 نوفمبر 2005 - توقف
- نيكون D300 ، مستشعر DX ، 23 أغسطس 2007 - توقف [67]
- نيكون D300S ، مستشعر DX ، 30 يوليو 2009 - توقف
- نيكون D700 ، مستشعر FX / كامل الإطار ، 1 يوليو 2008 - توقف
- نيكون D800 ، مستشعر FX / كامل الإطار ، 7 فبراير 2012 - توقف
- نيكون D800E ، مستشعر FX / كامل الإطار ، أبريل 2012 - توقف
- نيكون D600 ، مستشعر FX / كامل الإطار ، 13 سبتمبر 2012 - توقف
- نيكون D610 ، مستشعر FX / كامل الإطار ، أكتوبر 2013
- Nikon Df ، مستشعر FX / Full Frame ، نوفمبر 2013
- نيكون D810 ، مستشعر FX / كامل الإطار ، يونيو 2014
- Nikon D750، FX / Full Frame sensor، 11 سبتمبر 2014 [68]
- نيكون D810A ، FX / مستشعر إطار كامل ، فبراير 2015
- نيكون D500 ، مستشعر DX ، 5 يناير 2016
- Nikon D850 ، مستشعر FX / Full Frame ، تم الإعلان عنه في 25 يوليو 2017 [69]
- Nikon D780 ، مستشعر FX / Full Frame ، 7 يناير 2020 [70]

#### كاميرات استخدام احترافية ومتوسطة المدى مع مستشعر DX
- نيكون D70 ، 28 يناير 2004 - توقف
- نيكون D70S ، 20 أبريل 2005 - توقف
- نيكون D80 ، 9 أغسطس 2006 - توقف
- نيكون D90 ، 27 أغسطس 2008 [71] - توقف
- نيكون D7000 ، 15 سبتمبر 2010 - توقف الإنتاج [72]
- Nikon D7100 ، 21 فبراير 2013 [73] - توقف (في الولايات المتحدة الأمريكية فقط) [74] [75]
- نيكون D7200 ، 2 مارس 2015 [76]
- نيكون D7500 ، 12 أبريل 2017 [77]

#### مستوى الدخول العلوي (المستهلك) - مستشعر DX
إلى جانب D750 و D500 أعلاه، هذه هي الكاميرا الرقمية ذات العدسة الأحادية العاكسة (DSLR) من نيكون الوحيدة المزودة بشاشة مفصلية (إمالة وتدوير).
- نيكون D5000 ،4 أبريل 2009 - توقف
- نيكون D5100 ،5 أبريل 2011 - توقف
- نيكون D5200 ،6 نوفمبر 2012 توقف إنتاجها [78]
- نيكون D5300 ،17 أكتوبر 2013
- نيكون D5500 ،5 يناير 2015 - توقف
- نيكون D5600 ،10 نوفمبر 2016

#### مستوى الدخول (المستهلك) - مستشعر DX
- نيكون D50 ،20 أبريل 2005 - توقف
- نيكون D40 ،16 نوفمبر 2006 - توقف
- نيكون D40X ،6 مارس 2007 - توقف
- نيكون D60 ،29 يناير 2008 - توقف
- نيكون D3000 ،30 يوليو 2009 - توقف
- نيكون D3100 ،19 أغسطس 2010 - توقف الإنتاج [79]
- نيكون D3200 ،19 أبريل 2012 - توقف الإنتاج [78]
- نيكون D3300 ،7 يناير 2014 - توقف الإنتاج (في الولايات المتحدة الأمريكية فقط) [80] [75]
- نيكون D3400 ،17 أغسطس 2016 [81] - توقف
- نيكون D3500 ،3 أغسطس 2018 [82]

## بصريات الصور

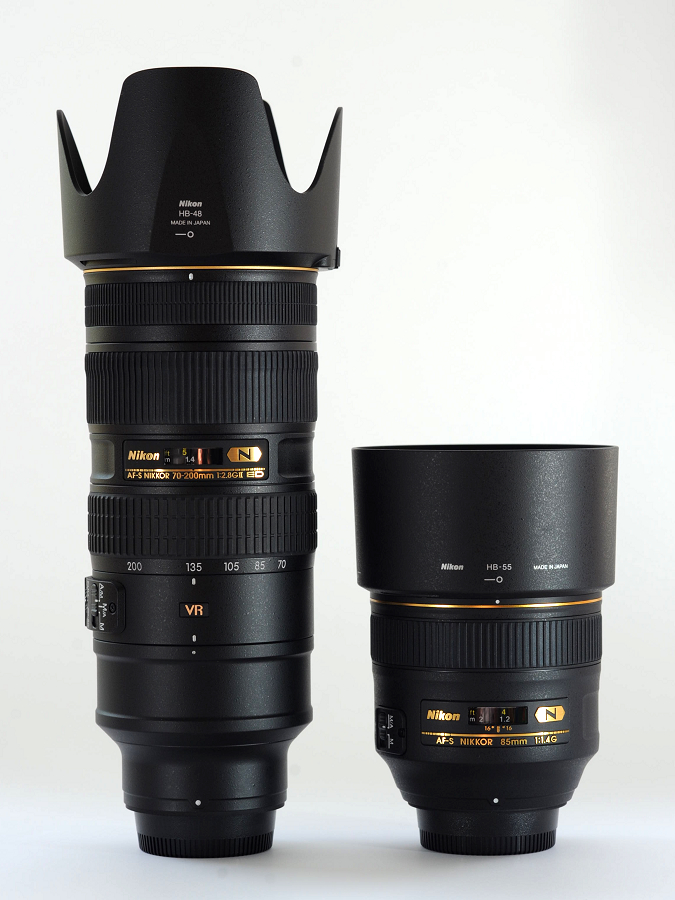
عدسة نيكون AF-S نيكور مقاس 70-200 مم ببعد بؤري F2.8G ED VR II وعدسة AF-S Nikkor مقاس 85 مم ببعد بؤري F1.4G مع أغطية للعدسة

### عدسات لكاميرات F-mount
إن Nikon F-mount هو نوع من حامل العدسة القابل للتبديل طورته نيكون للكاميرات العاكسة أحادية العدسة مقاس 35 مم. تم تقديم F-mount لأول مرة على كاميرا Nikon F في عام 1959.

## وحدات فلاش إلكترونية
تستخدم نيكون مصطلح Speedlight لوالشاتها الإلكترونية. تشمل الموديلات الحديثة SB-R200 و SB-300 و SB-400 و SB-600 و SB-700 و SB-800 و SB-900 و SB-910 و SB-5000 و R1C1.

## ماسحات ضوئية للأفلام

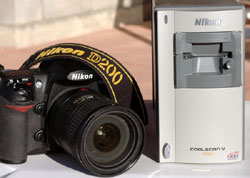
ماسح أفلام نيكون كولسكان V

يشتمل خط الالتقاط الرقمي من نيكون أيضًا على مجموعة ناجحة من الماسحات الضوئية المخصصة لمجموعة متنوعة من التنسيقات ، بما في ذلك نظام الصور المتقدم (IX240) والأفلام مقاس 35 مم و 60 مم.
- (1988) LS-3500 (4096 × 6144، 4000 نقطة في البوصة ، 30 بت لكل بكسل) HP-IB (يتطلب بطاقة NuBus من جهة خارجية ؛ مخصصة لأنظمة Mac الأساسية ، والتي يوجد بها برنامج Photoshop الإضافي). [83]
- (1992) Coolscan LS-10 (2700 نقطة في البوصة) SCSI. أول من أطلق عليه اسم "Coolscan" للدلالة على إضاءة LED. [84
- (1994) LS-3510AF (4096 × 6144، 4000 نقطة في البوصة ، 30 بت لكل بكسل) SCSI ذات التركيز التلقائي (تستخدم عادة على أنظمة Mac مع برنامج Photoshop الإضافي ؛ TWAIN متاح لمنصات الكمبيوتر الشخصي). [85]
- (1995) LS-4500AF (تنسيق 4 × 5 بوصات و 120/220، 1000 × 2000 نقطة لكل بوصة ، تنسيق 35 مم 3000 × 3000). 12 بت أ / د. SCSI. مزودة بعدسة تركيز تلقائي. [86]
- (1996) Super Coolscan LS-1000 (2592 × 3888، 2700 نقطة في البوصة) SCSI. قطع وقت المسح إلى النصف [87]
- (1996) Coolscan II LS-20 E (2700 نقطة في البوصة) SCSI [88
- (1998) Coolscan LS-2000 (2700 نقطة في البوصة ، 12 بت) SCSI ، عينة متعددة ، برنامج "CleanImage" [89]
- (1998) Coolscan III LS-30 E (2700 نقطة في البوصة ، 10 بت) SCSI [90
- (2001) Coolscan IV LS-40 ED (2900 dpi، 12-bit، 3.6D) USB، SilverFast، ICE، ROC، GEM [91]
- (2001) Coolscan LS-4000 ED (4000 نقطة في البوصة ، 14 بت ، 4.2D) فايرواير [92]
- (2001) Coolscan LS-8000 ED (4000 نقطة في البوصة ، 14 بت ، 4.2D) فايرواير ، متعدد الأشكال [93]
- (2003) Coolscan V LS-50 ED (4000 نقطة في البوصة ، 14 بت ، 4.2D) USB
- (2003) Super Coolscan LS-5000 ED (4000 نقطة في البوصة ، 16 بت ، 4.8D) USB
- (2004) Super Coolscan LS-9000 ED (4000 نقطة في البوصة ، 16 بت ، 4.8D) فايرواير ، متعدد الأشكال

قدمت نيكون أول ماسح ضوئي لها ، وهو نيكون LS-3500 بدقة قصوى تبلغ 4096 × 6144 بكسل ، في عام 1988. قبل تطوير إضاءة LED «الرائعة»، استخدم هذا الماسح مصباح هالوجين (ومن هنا جاء اسم "Coolscan" لما يلي عارضات ازياء). لم يتم زيادة دقة نموذج Coolscan القائم على LED ولكن السعر كان أقل بكثير. تم تحسين عمق اللون وجودة المسح الضوئي والتصوير ووظائف الأجهزة بالإضافة إلى سرعة المسح بشكل تدريجي مع كل نموذج تالي. كان جهاز Coolscan LS-5000 ED الذي يبلغ قطره 35 مم النهائي عبارة عن جهاز قادر على أرشفة عدد أكبر من الشرائح ؛ 50 شريحة مؤطرة أو 40 صورة على لفة الفيلم. يمكنه مسح كل هذه دفعة واحدة باستخدام محولات خاصة. تم إجراء مسح ضوئي أقصى دقة في ما لا يزيد عن 20 ثانية طالما لم يتم إجراء معالجة لاحقة أيضًا. مع إطلاق Coolscan 9000 ED ، قدمت نيكون أحدث ماسح ضوئي للفيلم والذي ، مثل الماسحات الضوئية Minolta Dimage ، كان الماسحات الضوئية الوحيدة التي تمكنت ، بسبب إصدار خاص من Digital ICE ، من مسح فيلم Kodachrome بشكل موثوق به. خالية من الغبار والخدش. في أواخر عام 2007، كان لا بد من إعادة كتابة الكثير من كود البرنامج لجعله متوافقًا مع نظام التشغيل Mac OS 10.5. أعلنت نيكون أنها ستتوقف عن دعم برنامج المسح الضوئي نيكون لماكنتوش وكذلك لويندوز فيستا 64 بت. [94] توفر حلول برامج الجهات الخارجية مثل SilverFast أو Vuescan بدائل لبرامج تشغيل Nikon وبرامج المسح الرسمية ، وتحافظ على برامج تشغيل محدثة لمعظم أنظمة التشغيل الحالية. بين عامي 1994 و 1996 طورت نيكون ثلاثة نماذج من الماسحات الضوئية المسطحة تسمى Scantouch ، والتي لم تستطع مواكبة المنتجات المسطحة المنافسة وبالتالي تم إيقافها للسماح لنيكون بالتركيز على الماسحات الضوئية المخصصة للأفلام.

## مقياس نيكون

### ملخص
تُنتج Nikon Metrology ، أحد أقسام شركة Nikon ، أجهزة وبرامج للقياس ثنائي الأبعاد وثلاثي الأبعاد من أحجام القياس النانوية إلى أحجام القياس الكبيرة. تشمل المنتجات مجسات الليزر الضوئية ، والتصوير المقطعي بالأشعة السينية ، وآلة قياس الإحداثيات (CMM)، وأنظمة الرادار الليزرية (LR)، والمجاهر ، وأجهزة CMM المحمولة ، والمقاييس ذات الحجم الكبير ، وقياس الحركة ، وأدوات التحكم الروبوتية التكيفية ، وأنظمة أشباه الموصلات ، وبرامج القياس بما في ذلك CMM -Manager و CAMIO Studio و Inspect-X و Focus و Automeasure. يتم إجراء القياسات باستخدام مجسات عن طريق اللمس وعدم الاتصال ، ويتم جمع بيانات القياس في البرنامج ومعالجتها للمقارنة مع CAD الاسمية (التصميم بمساعدة الكمبيوتر) أو مواصفات الجزء أو لإعادة إنشاء / الهندسة العكسية لقطع العمل المادية.

### الأصول
تعود أصول شركة Nikon إلى عام 1917 عندما انضم ثلاثة من مصنعي البصريات Jananese ليشكلوا Nippon Kogaku KK («البصريات اليابانية»). في عام 1925 تم إنتاج المجهر الذي يحتوي على قطعة أنف دوارة وأهداف قابلة للتبديل. حدث نمو كبير لقسم الفحص المجهري على مدار الخمسين عامًا القادمة حيث كانت نيكون رائدة في تطوير مجاهر الاستقطاب والمجسم بالإضافة إلى المنتجات الجديدة لأسواق القياس والفحص (المقاييس). تشمل هذه المنتجات الجديدة الأجهزة الموجهة للاستخدام الصناعي مثل المقارنات الضوئية والمولدات التلقائية وجهاز عرض الملف الشخصي والأنظمة القائمة على الرؤية الآلية. أسفرت الجهود المستمرة خلال العقود الثلاثة التالية عن إطلاق منتجات تشمل مجاهر Optiphot و Labophot ، ومجهر Diaphot ، ومجموعة Eclipse للبصريات اللانهائية ، وأخيراً سلسلة كاميرات DS و Coolscope مع ظهور المستشعرات الرقمية. مع الاستحواذ على Metris في عام 2009، وُلد قسم المقاييس في نيكون. تشتمل منتجات Nikon Metrology على مجموعة كاملة من الحلول ثنائية الأبعاد وثلاثية الأبعاد ، واللمسية ، وغير المتصلة ، وحلول القياس بالأشعة السينية التي تتراوح من دقة نانومتر في العينات المجهرية إلى دقة ميكرومتر بأحجام كبيرة بما يكفي لإيواء طائرة تجارية. [95]

### منتجات
- آلات قياس الإحداثيات
  - جسر ، جسر الرافعة والذراع الأفقي CMM
  - أجهزة استشعار رقمية / تناظرية تعمل باللمس و / أو أجهزة استشعار بصرية غير ملامسة
- أذرع محمولة - نماذج 6 و 7 محاور
- المسح بالليزر - ماسحات الخطوط الضوئية في تكوينات أحادية الخط ومتعددة الخطوط (الماسح الضوئي المتقاطع)
- الفحص بالأشعة السينية والتصوير المقطعي المحوسب [96]
- قياس الميكروسكوب بالفيديو - يتوفر المسبار البصري وخيارات أجهزة الاستشعار المتعددة
- أنظمة المجهر
- أنظمة كبيرة الحجم [97]
- برنامج التطبيق - تتوفر عدة خيارات بناءً على تطبيق وأجهزة معينة.
  - CMM-Manager - برنامج المقاييس ثلاثية الأبعاد متعدد المستشعرات لأجهزة CMMs والأذرع المفصلية وأنظمة قياس الفيديو من نيكون [98]
  - Automeasure و NIS Elements و E-Max و Automeasure Eyes - برنامج تصوير ثنائي الأبعاد / ثلاثي الأبعاد للاستخدام في أنظمة قياس الفيديو من نيكون [99]
  - التركيز ، مدير CMM ، CAMIO - برنامج المقاييس ثلاثية الأبعاد [100

## معدات الطباعة الحجرية

### ملخص
تصنع نيكون الماسحات الضوئية والخطوات لتصنيع الدوائر المتكاملة وشاشات العرض المسطحة ومعدات فحص أجهزة أشباه الموصلات. تمثل أجهزة السائر والماسحات الضوئية حوالي ثلث دخل الشركة اعتبارًا من عام 2008. [101]
طورت نيكون أول معدات الطباعة الحجرية من اليابان. حظيت المعدات من نيكون بطلب مرتفع من صانعي الرقائق العالميين وشركات أشباه الموصلات اليابانية وغيرها من الشركات الكبرى مثل إنتل ، وكانت نيكون المنتج الرائد عالميًا لأنظمة الطباعة الحجرية لأشباه الموصلات من الثمانينيات إلى عام 2002. [102] شهدت نيكون انخفاضًا حادًا في حصتها في السوق من أقل من 40 بالمائة في أوائل العقد الأول من القرن الحادي والعشرين إلى ما لا يزيد عن 20 بالمائة اعتبارًا من عام 2013. [42] [44] كانت الشركة تخسر ما يقدر بنحو 17 مليار ين سنويًا في وحدة الأدوات الدقيقة.
في المقابل ، استحوذت ASML ، وهي شركة هولندية ، على أكثر من 80 في المائة من سوق أنظمة الطباعة الحجرية اعتبارًا من عام 2015 من خلال تبني طريقة ابتكار مفتوحة لتطوير المنتجات ، والتي تتضمن الاستحواذ على شركة Cymer المصنعة لمصادر الضوء ومقرها الولايات المتحدة. في عام 2017، أعلنت شركة Nikon أنها ستلغي ما يقرب من 1000 وظيفة بشكل رئيسي في مجال أنظمة الطباعة الحجرية ووقف تطويرها لمعدات الجيل التالي. [104] [105]

### المنازعات القانونية
في فبراير 2019، دخلت Nikon و ASML و Carl Zeiss AG ، وهي مورد رائد لشركة ASML ، في اتفاقية تسوية نهائية واتفاقية ترخيص متبادل تتعلق بالنزاعات المتعددة حول براءات اختراع معدات الطباعة الحجرية التي كانت جارية منذ عام 2001 ووافقت على إسقاط جميع دعاوى قضائية عالمية بخصوص هذه القضية. [106]
بموجب التسوية الأخيرة ، دفعت ASML و Zeiss ما يقرب من 170 مليون دولار لشركة Nikon. كانت الشركتان قد دفعتا إجمالي 87 مليون دولار لشركة نيكون في عام 2004 بسبب نزاع قانوني مماثل. [108]

### وضع السوق والمنتجات
اعتبارًا من فبراير 2018، كانت نيكون تمتلك 10.3 بالمائة من حصة العائدات في سوق الطباعة الحجرية لأشباه الموصلات بينما تجاوزت حصة ASML 80 بالمائة. [109]
اعتبارًا من عام 2019، قامت شركة نيكون بتطوير وبيع المعدات التالية المتعلقة بالطباعة الحجرية:
- معدات الطباعة الحجرية ذات الشاشة المسطحة المتطورة (سلسلة FX)
- خط السائر
- Krf السائر
- Arf السائر
- السائر الغمر ARF
- معدات الفحص والمحاذاة

## منتجات أخرى
تقوم شركة Nikon أيضًا بتصنيع النظارات والنظارات الشمسية وإطارات النظارات ، تحت العلامات التجارية Nikon و Niji و Nobili-Ti و Presio و Velociti VTI. تشمل منتجات نيكون الأخرى معدات العيون ، العدسات اللاصقة ، المناظير ، المناظير ، الطابعات المعدنية ثلاثية الأبعاد ، معدات معالجة المواد ، عقود تصنيع الطب التجديدي ، معدات فرز الخلايا ، وأنظمة مراقبة زراعة الخلايا. [6] [7] [8] [9]
لم تعد نيكون تصنع مستشعرات الصور الخاصة بها لأنها تستعين بمصادر خارجية للتصنيع إلى سوني. [111]
منذ عام 2019، تقوم شركة Sendai Nikon ، إحدى شركات مجموعة Nikon ، بتصنيع مستشعرات Lidar لـ Velodyne كجزء من شراكة بين الشركتين. [112]

## رعاية

### الجوائز والمعارض
في اليابان ، تدير Nikon مساحات معرض Nikon Salon ، وتدير Nikkor Club للمصورين الهواة (الذين توزع عليهم سلسلة كتب Nikon Salon)، وترتب جائزة Ina Nobuo وجائزة Miki Jun وجوائز Miki Jun Inspiration Awards.

### آخرون
اعتبارًا من 19 نوفمبر 2013، أصبحت نيكون «الكاميرا الرسمية» لمنتجع والت ديزني وورلد ومنتجع ديزني لاند. [113]
نيكون هي الراعي المشارك الرسمي لفريق غلطة سراي لكرة القدم. [114] [115] [116]
في عام 2014، رعت نيكون بطولة كوبا ساديا البرازيل 2014 ودوري أبطال آسيا. [117]
ترعى الشركة جائزة مصور العام من Nikon-Walkley Press ، بالإضافة إلى جوائز Nikon Photography التي تديرها مؤسسة Walkley في أستراليا.